# Tampere
Tampere (/ˈtɑm.pe.re/ , en suédois : Tammerfors /tam.ɛrˈfɔrsː/ ) est une ville de Pirkanmaa, dans le Sud-Ouest de la Finlande. Avec 260 000 habitants intra-muros, et plus de 360 000 en comptant les municipalités attenantes, elle est la seconde agglomération de Finlande après celle d'Helsinki. Elle est également la plus grande ville non-littorale des pays nordiques. C'est aussi la ville finlandaise la plus peuplée en dehors de la région du Grand Helsinki et un important centre urbain, économique et culturel pour le centre du pays.
La ville est coincée entre deux lacs, Näsijärvi et Pyhäjärvi. En raison des altitudes différentes des deux lacs, soit 18 mètres, les rapides Tammer qui les relient ont été historiquement une source d'énergie importante et plus récemment pour la production d'électricité. Tampere est surnommé le « Manchester de la Finlande », en raison de son passé industriel, ce qui a donné le surnom finlandais Manse et des termes tels que Manserock.

## Géographie

### Situation
La superficie totale de Tampere est de 689,59 km2 dont 524,89 km2 de terre et 164,70 km2 d'eau.
Tampere est située entre deux lacs : le lac Näsi et le lac Pyhä. Ces deux lacs ont une différence d'altitude de 18 mètres et sont reliés par les rapides de la rivière Tammerkoski qui traverse la cité. Ces rapides ont été une source d'énergie importante dans l'histoire de la ville, plus récemment pour produire de l'électricité.
Le point le plus élevé de Tampere est situé à Kaanaa, à la partie nord de la ville. Son altitude est de 211 mètres. Le point le plus bas est une profondeur du Pyhäjärvi avec une altitude de 32 mètres.

### Climat
Au printemps il pleut en moyenne 7 à 8 jours par mois, pendant les autres saisons il pleut 10 à 11 jours par mois. La pluviométrie est en février de 25 mm, et elle est en juillet-août supérieure à 70 mm.
Le mois le plus froid est février avec, en moyenne, une température minimale de −11 °C. Le mois le plus chaud est juillet avec, en moyenne, une température maximale de 21,5 °C.
Le lac Näsijärvi est gelé 140 jours en moyenne, durant la saison froide.

## Histoire
Tampere fut créée en 1775 par Gustave III de Suède sur les rives de la rivière Tammerkoski pour servir de comptoir commercial. Quatre ans plus tard, en 1779, elle reçut son statut officiel de ville. À cette époque, Tampere était plutôt une petite ville, occupant quelques kilomètres carrés de terrains autour des rapides Tammerkoski, au pied de la moraine de Pyynikki.
Tampere était déjà un important centre commercial et industriel au XIXe siècle. Durant la première moitié de ce siècle, elle concentrait près de la moitié des activités industrielles de la Finlande. Cette spécificité lui valut le surnom de « Manchester du nord ». De ce fait, les Finlandais lui donnent le surnom Manse qui est une contraction du nom de la ville anglaise. Toutefois, ce diminutif n'est pas des plus appréciés par les habitants de Tampere.
Au début du XXe siècle, la ville de Tampere est une ville dominée par l’industrie, l’espace – encore aujourd’hui – est marqué par l’architecture industrielle. La population ouvrière est souvent installée dans des quartiers récents entièrement construits pour elle, comme le quartier d'Amuri, qui accueille les ouvriers de la plus grande entreprise industrielle textile de la ville, Finlayson. Dès 1900 les ouvriers de l’industrie représentent 70 % de la population, ce qui est un maximum pour le début du siècle, mais ils représentent encore pratiquement 60 % de la population en 1910 et 61,5 % en 1920. Au début du XXe siècle, l’industrie domine la ville.
Les sites de productions les plus nombreux dans la ville sont ceux de l’industrie textile ainsi que ceux d’une importante industrie du cuir, complémentaire de celle du textile par la fabrication notamment de chaussures. Vient tout même en deuxième position, après l’industrie de l’habillement, l’industrie alimentaire représentant 16 % des établissements industriels de la ville en 1905. Cette industrie permet de ravitailler la nombreuse population ouvrière de Tampere. L’industrie textile représente à Tampere 64 % pour seulement 10 établissements de production répertoriés des ouvriers de l’industrie à Tampere en 1905 et encore 58 % en 1916, malgré le développement d'autres secteurs et notamment la métallurgie.
La ville industrielle de Tampere connaît un essor pratiquement continu depuis le milieu du XIXe siècle. Après la crise économique précédant la Première Guerre mondiale, le sort économique de la ville devient directement lié au sort des armes et donc au sort militaire et économique de la métropole russe à laquelle est encore rattaché le Grand-duché de Finlande. Les commandes de guerre russe stimulent l’industrie locale avant que leur arrêt brutal ne stoppe net cette activité économique perturbée par les difficultés de ravitaillement liées à la guerre en Baltique.
Tampere a été le théâtre de la principale bataille de la Guerre civile finlandaise (28 janvier - 15 mai 1918) : les forces « blanches » ont pris la ville ainsi que 10 000 prisonniers « rouges » le 6 avril.
Tampere fut agrandie par regroupement avec des villages voisins.
Messukylä a été annexé en 1947, Lielahti en 1950, Aitolahti en 1966 et Teisko en 1972.
Tampere fut longtemps connue pour ses industries textiles et métallurgiques, mais des sociétés spécialisées dans les technologies de l'information et les télécommunications ont remplacé ces activités durant les années 1990.
Un grand nombre de ces sociétés sont hébergées au parc scientifique Hermia à Hervanta, près de l'université de technologie.
Nokia y possède un centre de recherche, de même que la start-up Jolla.
La ville a accueilli un Conseil européen extraordinaire les 15 et 16 octobre 1999, la Finlande assurant la présidence de l'Union européenne. Les pays de l'Union ont alors tracé un plan de route visant à la réalisation dans les cinq ans de l'« espace de liberté, de sécurité et de justice » européen.

## Population

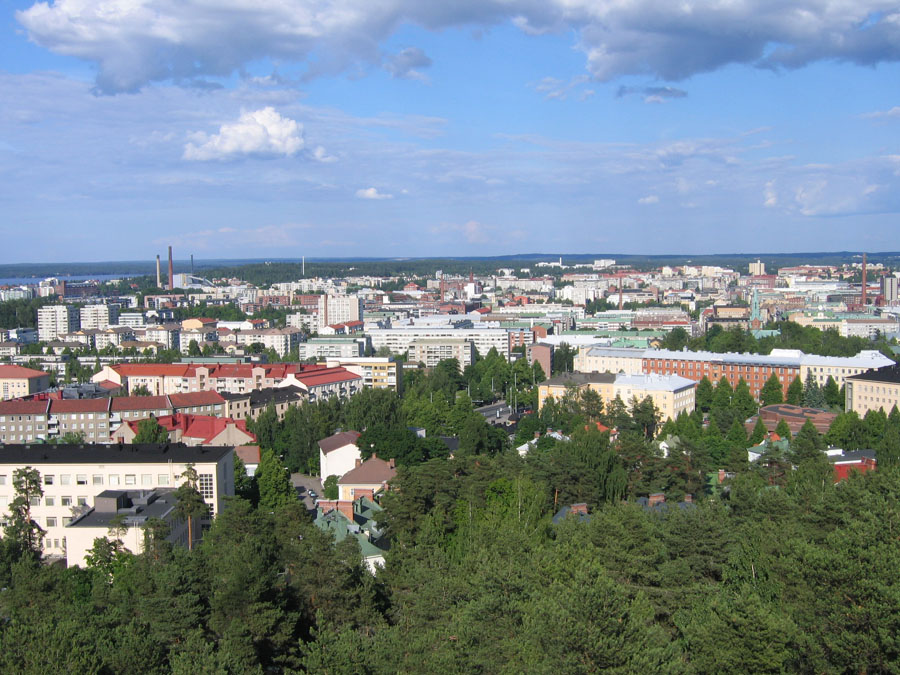
Tampere depuis la tour de Pyynikki.

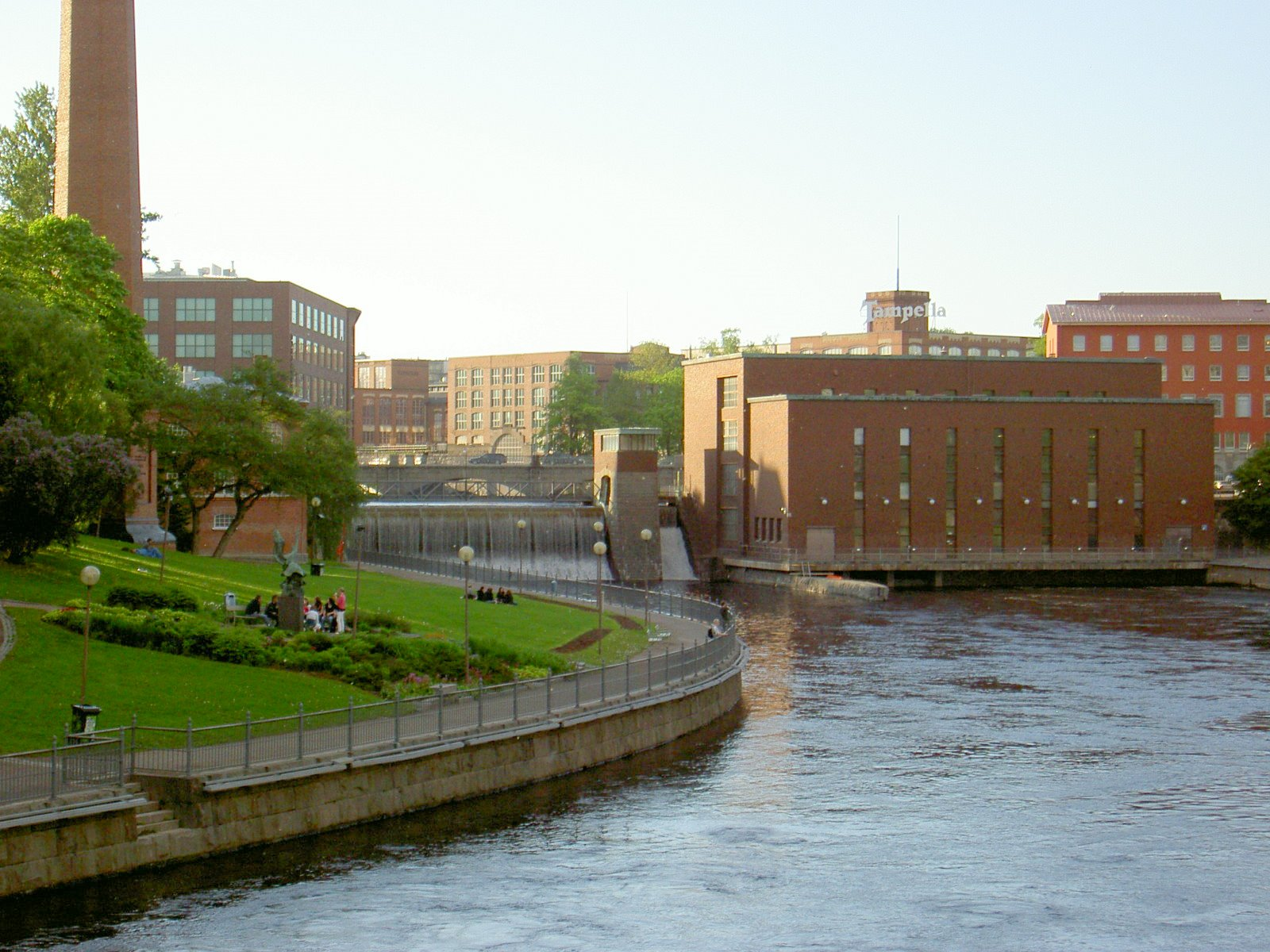
Les Rapides de Tammerkoski.

En 2006, Tampere a un peu plus de 200 000 habitants, ce qui en fait la troisième ville de Finlande en nombre d'habitants. Mais en regard de la définition de l'Union européenne, Tampere n'est pas une ville à cause de sa densité de population trop faible. Tampere est la 158e ville de l'Union européenne sur les 486 agglomérations de plus de 100 000 habitants.
- Statistiques avant guerre[9],[10] :

| Année      | 1815   | 1840   | 1850   | 1860   | 1870   | 1880   | 1890   |
| ---------- | ------ | ------ | ------ | ------ | ------ | ------ | ------ |
| population | 793    | 1 819  | 3 207  | 5 232  | 6 986  | 13 645 | 20 132 |
| Année      | 1900   | 1910   | 1920   | 1923   | 1930   | 1938   | 1939   |
| population | 36 344 | 45 442 | 47 830 | 50 138 | 55 967 | 76 730 | 78 012 |

- Statistiques depuis 1980[11],[12],[13] :

| Année      | 1980    | 1985    | 1990    | 1995    | 2000    | 2005    |
| ---------- | ------- | ------- | ------- | ------- | ------- | ------- |
| population | 166 228 | 169 026 | 172 560 | 182 742 | 195 468 | 204 337 |
| Année      | 2010    | 2015    | 2020    |         |         |         |
| population | 213 217 | 223 149 | 238 671 |         |         |         |

## Administration
Tampere fait partie de la province de Länsi-Suomen lääni (Finlande occidentale) et de la région de Pirkanmaa. La ville est entourée par les municipalités de Kangasala, Kuru, Lempäälä, Nokia, Orivesi, Pirkkala, Ruovesi et Ylöjärvi.

### Découpage administratif
Tampere est découpée en quartiers regroupés en districts et en zones de planification. Les zones de Tampere sont la zone centrale, la zone de l'est, la zone du sud, la zone du nord-est et la zone du nord.

### Conseil municipal
Le Conseil municipal est composé comme suit pour les périodes 2013–2016 et 2017–2021 :
| Parti | Parti                | Sièges 2013–2016 | Sièges 2017–2021 | Sièges 2021-2025 |
| ----- | -------------------- | ---------------- | ---------------- | ---------------- |
|       | SDP                  | 16               | 16               | 17               |
|       | Kokoomus             | 16               | 15               | 17               |
|       | Ligue verte          | 10               | 14               | 11               |
|       | Alliance de gauche   | 7                | 7                | 7                |
|       | Vrais Finlandais     | 8                | 4                | 10               |
|       | Keskusta             | 3                | 4                | 3                |
|       | Sans étiquette       | 2                | 4                | -                |
|       | Chrétiens-démocrates | 2                | 2                | 2                |
|       | RKP                  | 1                | 1                | 0                |
|       | SKP                  | 2                | 0                | -                |

## Économie

### Principales sociétés
En 2020, les principales entreprises de Tampere par chiffre d'affaires sont :
| Société                            | C.A.    |
| ---------------------------------- | ------- |
| UPM Sales Oy                       | 5000 M€ |
| Cargotec Finland Oy                | 1000 M€ |
| Sandvik Mining and Construction Oy | 1000 M€ |
| Pirkanmaan Osuuskauppa             | 911 M€  |
| UPM Raflatac Oy Tarralaminaatit    | 870 M€  |
| Metso Minerals Oy                  | 468 M€  |
| ALSO Finland Oy                    | 453 M€  |
| John Deere Forestry Oy             | 453 M€  |
| F9 Distribution Oy                 | 375 M€  |
| Power Finland                      | 286 M€  |

### Principaux employeurs
En 2020, les principaux employeurs sont :
| Employeur                          | Emplois |
| ---------------------------------- | ------- |
| Pirkanmaan Osuuskauppa             | 2019    |
| Sandvik Mining and Construction Oy | 2009    |
| Saarioinen Oy                      | 1069    |
| Millog (fi) Oy                     | 1041    |
| Metso Minerals Oy                  | 812     |
| TAMK                               | 806     |
| Fimlab (fi) Oy                     | 767     |
| John Deere Forestry Oy             | 736     |
| Royal Ravintolat Oy                | 704     |
| Cargotec Finland Oy                | 656     |

## Transports

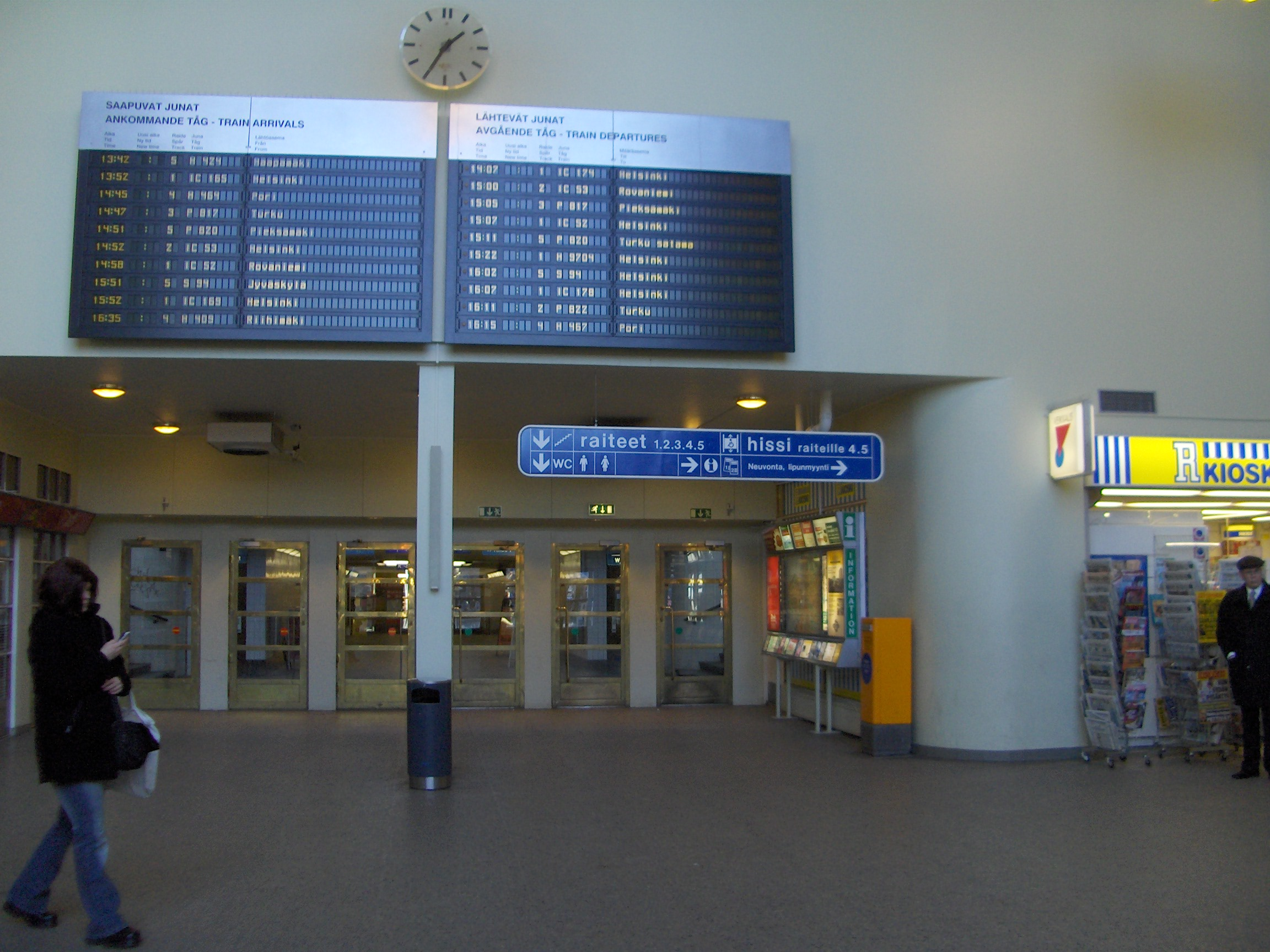
La gare ferroviaire de Tampere.

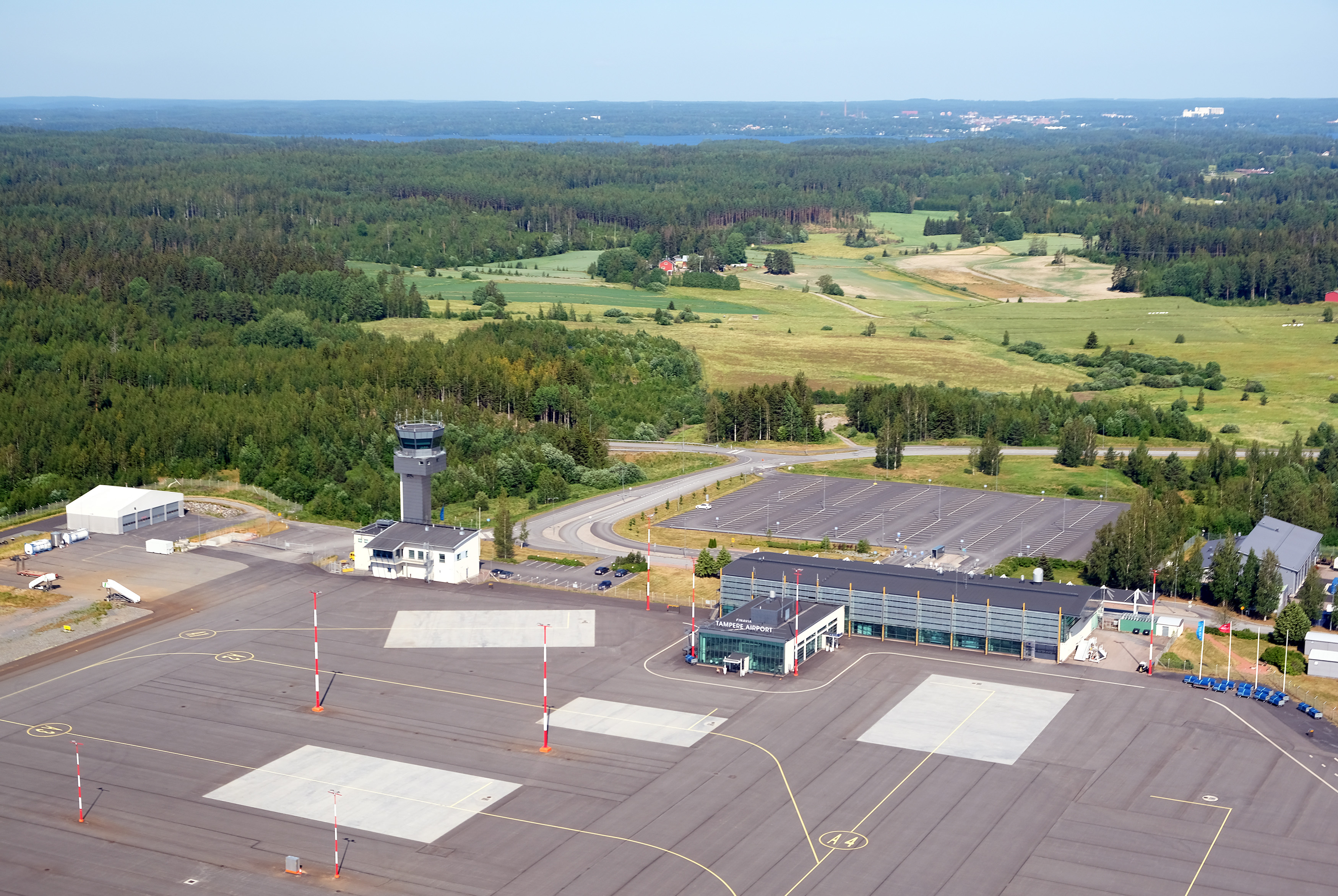
Aéroport de Tampere-Pirkkala.

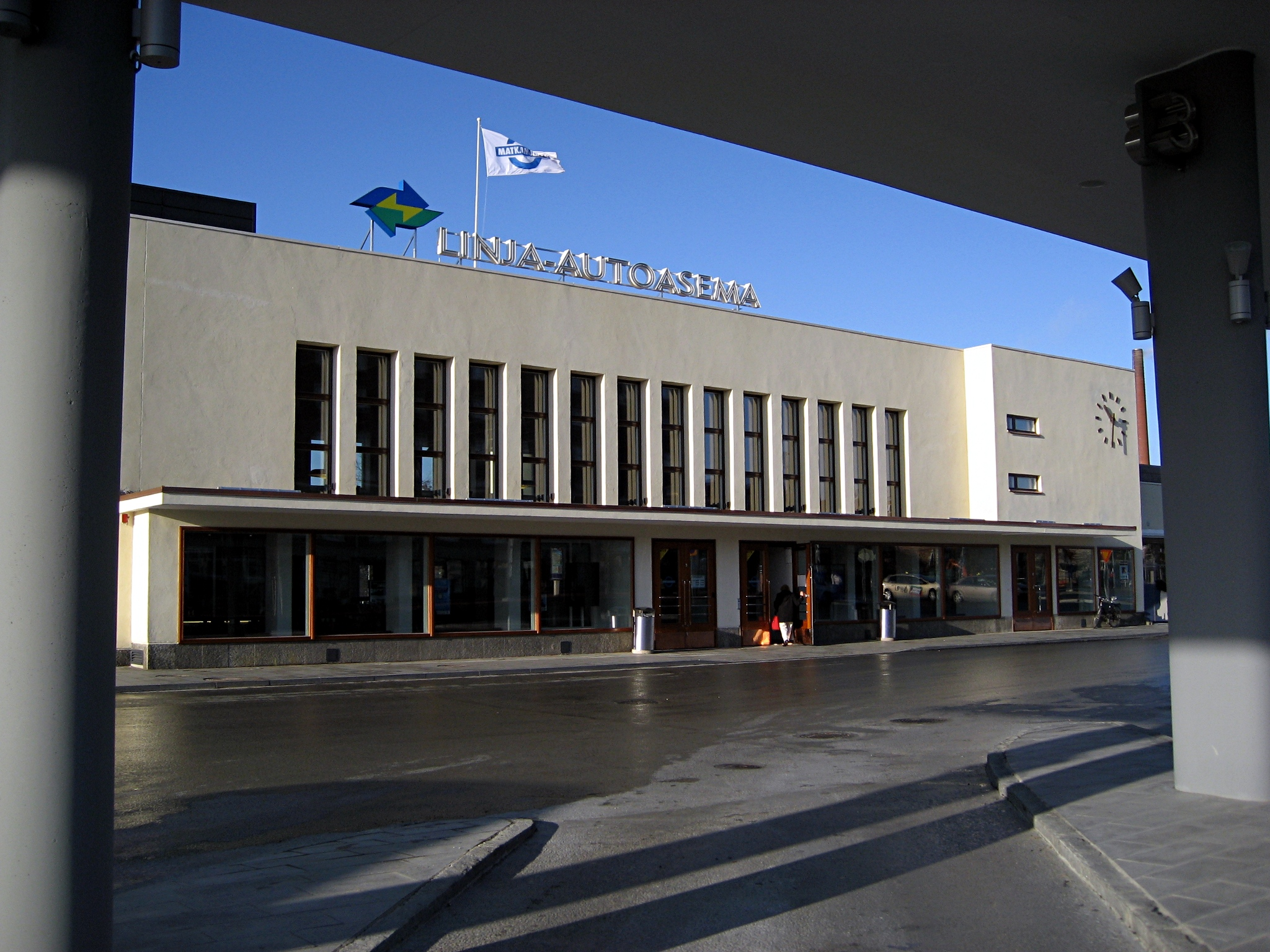
La gare routière de Tampere.

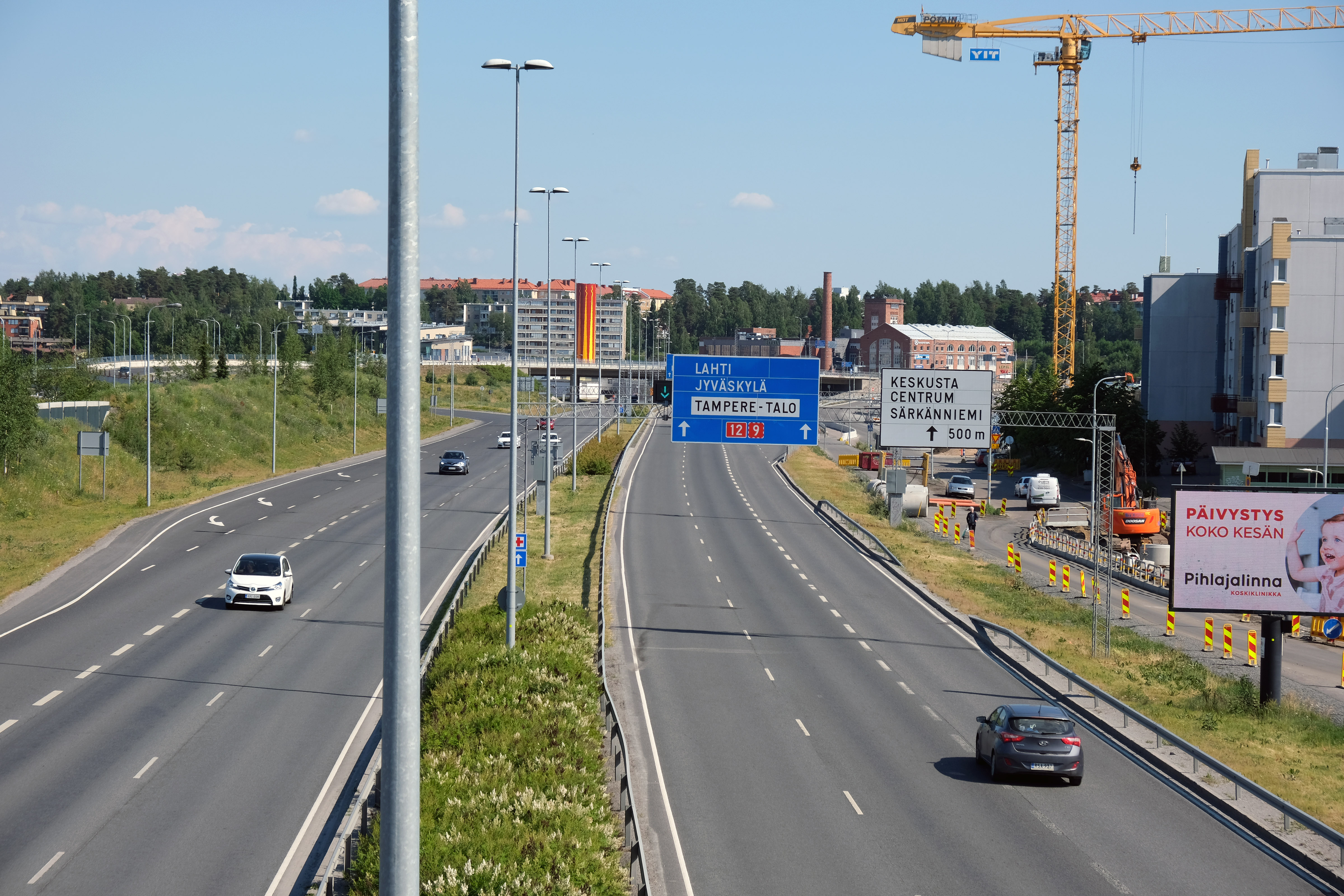
Paasikiven-Kekkosentie.

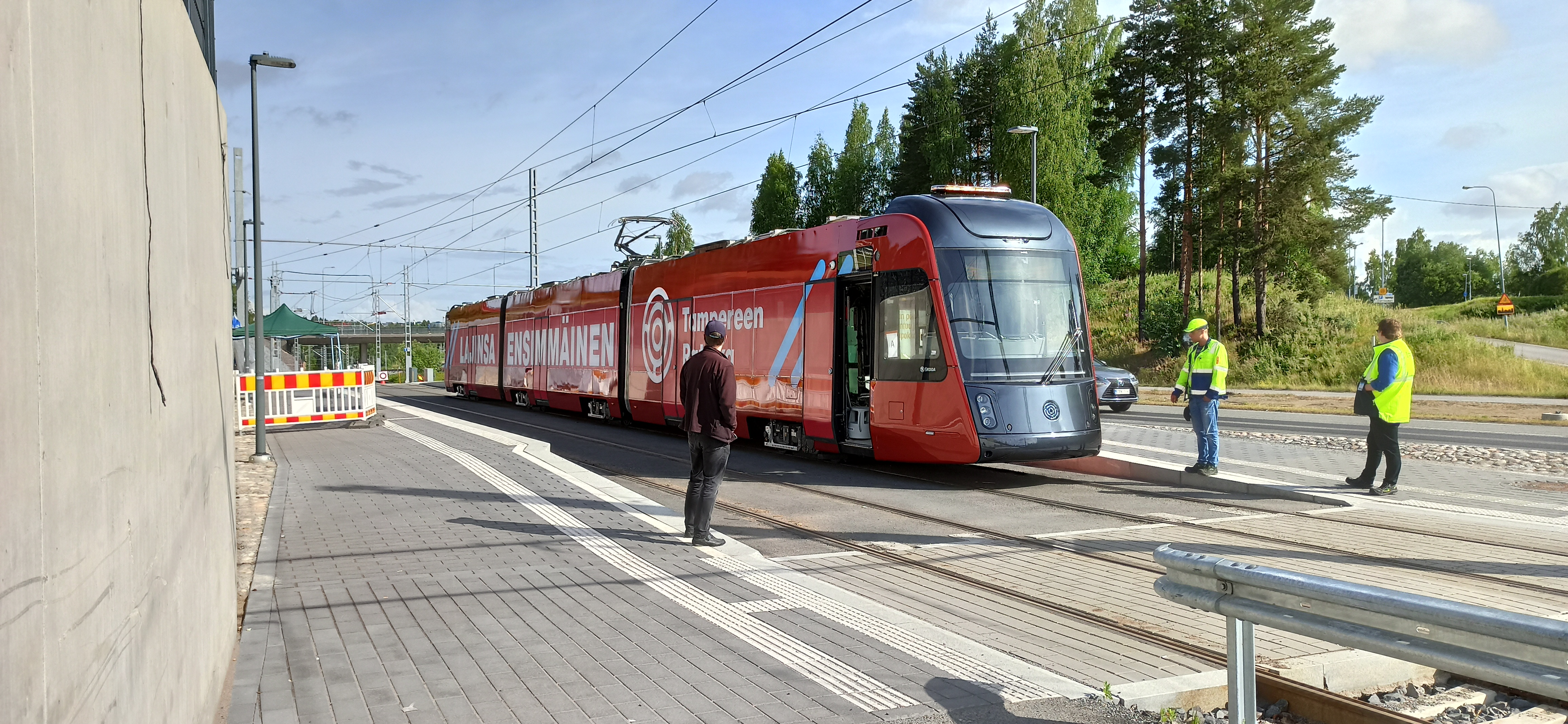
Tests du métro léger de Tampere.

### Transports ferroviaires
La gare ferroviaire de Tampere est desservie par les grandes lignes ferroviaires de Finlande ; la liaison avec Helsinki se fait toutes les deux heures, et une liaison quotidienne est assurée avec Oulu.

### Transports aériens
La ville est également dotée d'un aéroport international, situé sur la commune de Pirkkala, relié à toute la Scandinavie, la Russie, les Pays baltes, la Pologne et l'Allemagne.

### Transports routiers
La ville est également reliée au reste du pays par l'intermédiaire du réseau d'autocars dirigé vers la gare routière, et qui permet ainsi d'atteindre l'aéroport d'Helsinki sans correspondance.
Tampere est desservie par les routes nationales 3, 9, 11 et la Paasikiven-Kekkosentie (valtatie 12), la Teiskontie (valtatie 12), la Vaasantie (kantatie 65) et la ceinture périphérique de Tampere.

### Transports en commun locaux
À l'intérieur de la ville, un réseau de bus très dense relie également les communes alentour et assure un service à toute heure du jour et de la nuit pour la plupart des lignes.
Une ligne de métro léger de 23,5 km devrait voir le jour d'ici 2022. Les travaux de cette ligne ont démarré en 2016. Le coût de la construction est évalué à 250 millions d'euros avec un financement de 30 % du gouvernement finlandais.

### Circulation douce
Depuis les années 2010, Tampere a cherché a faciliter la circulation des cyclistes et des piétons.
La stratégie est d'augmenter la part du vélo et de la marche dans les déplacements urbains. De nouveaux itinéraires pour piétons et cyclistes sont construits et améliorés chaque année à Tampere. Le nombre de cycles à Tampere a continué de croître régulièrement tout au long de la décennie 2010.
En 2020, Tampere compte environ 1 080 kilomètres de sentiers pédestres et cyclables. Il y a plus de 700 kilomètres de pistes cyclables.

### Transports lacustres

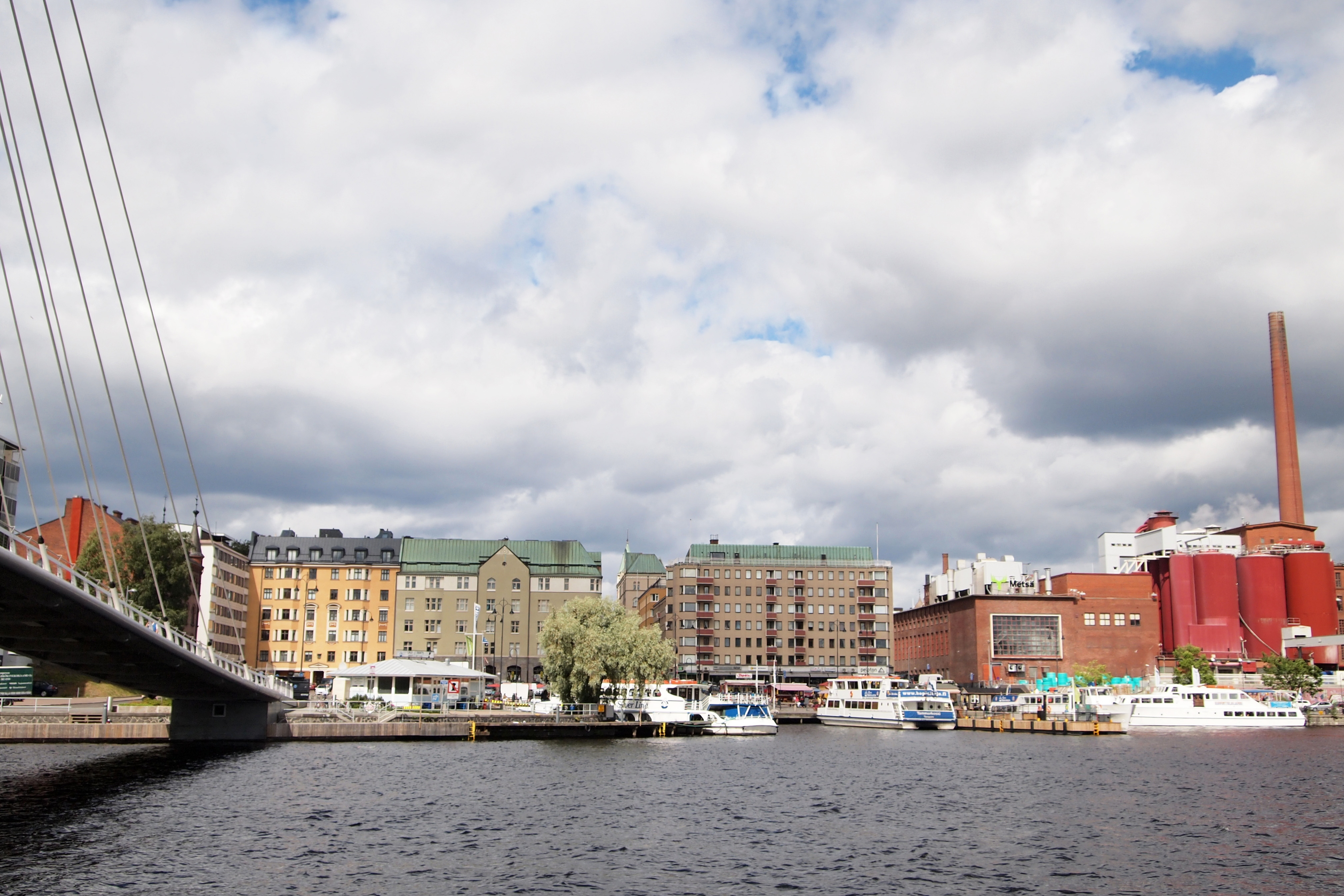
Laukontori.

Pendant l'été, le port de Tampere assure des liaisons,:
- à partir du lac Näsijärvi, entre le port de Mustanlahti jusqu'à Virrat via Ruovesi
- à partir du Pyhäjärvi des liaisons entre le port de Laukontori Viikinsaari, Laukko et Hämeenlinna.

Les bateaux de navigation intérieure opérant à partir de Tampere sont: SS Tarjanne, S/S Pohjola, HL Intti, HL Kuru et le S/S Tammerkoski.

### Distances
Les distances entre Tampere et quelques destinations sont,,:
| Ville             | Distance (km) | Temps en train | Temps en voiture |
| ----------------- | ------------- | -------------- | ---------------- |
| Helsinki          | 173           | 1 h 31 min     | 1 h 55 min       |
| Hämeenlinna       | 75            | 40 min         | 50 min           |
| Iisalmi           | 390           | 4 h 23 min     | 4 h 23 min       |
| Joensuu           | 393           | 4 h 51 min     | 4 h 44 min       |
| Jyväskylä         | 153           | 1 h 30 min     | 1 h 49 min       |
| Kouvola           | 188           | 2 h 28 min     | 2 h 30 min       |
| Kuopio            | 293           | 3 h 18 min     | 3 h 28 min       |
| Loimaa            | 98            | 1 h 1 min      | 1 h 10 min       |
| Lahti             | 126           | 1 h 49 min     | 1 h 43 min       |
| Oulu              | 504           | 4 h 15 min     | 5 h 33 min       |
| Pori              | 114           | 1 h 30 min     | 1 h 24 min       |
| Seinäjoki         | 177           | 1 h 4 min      | 2 h 17 min       |
| Turku             | 165           | 1 h 44 min     | 1 h 57 min       |
| Vaasa             | 240           | 1 h 55 min     | 2 h 57 min       |
| Saint-Pétersbourg | 402           | 5 h 22 min     | 5 h 48 min       |

## Architecture
| Carte de lieux et monuments du centre de Tampere                                                    |
| Carte interactive de lieux et monuments du centre-ville de Tampere (cliquer pour voir les détails). |

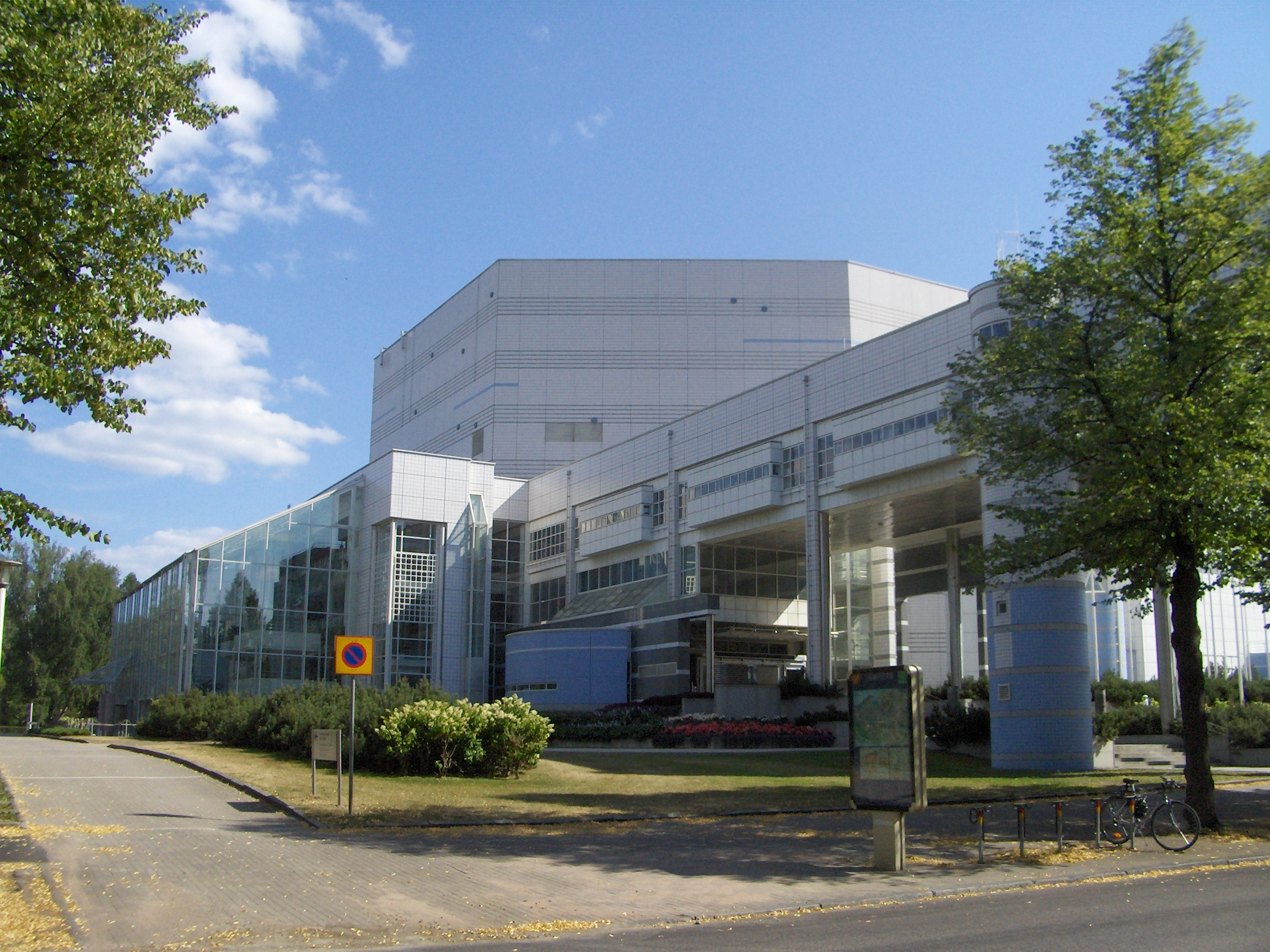
Tampere-talo.

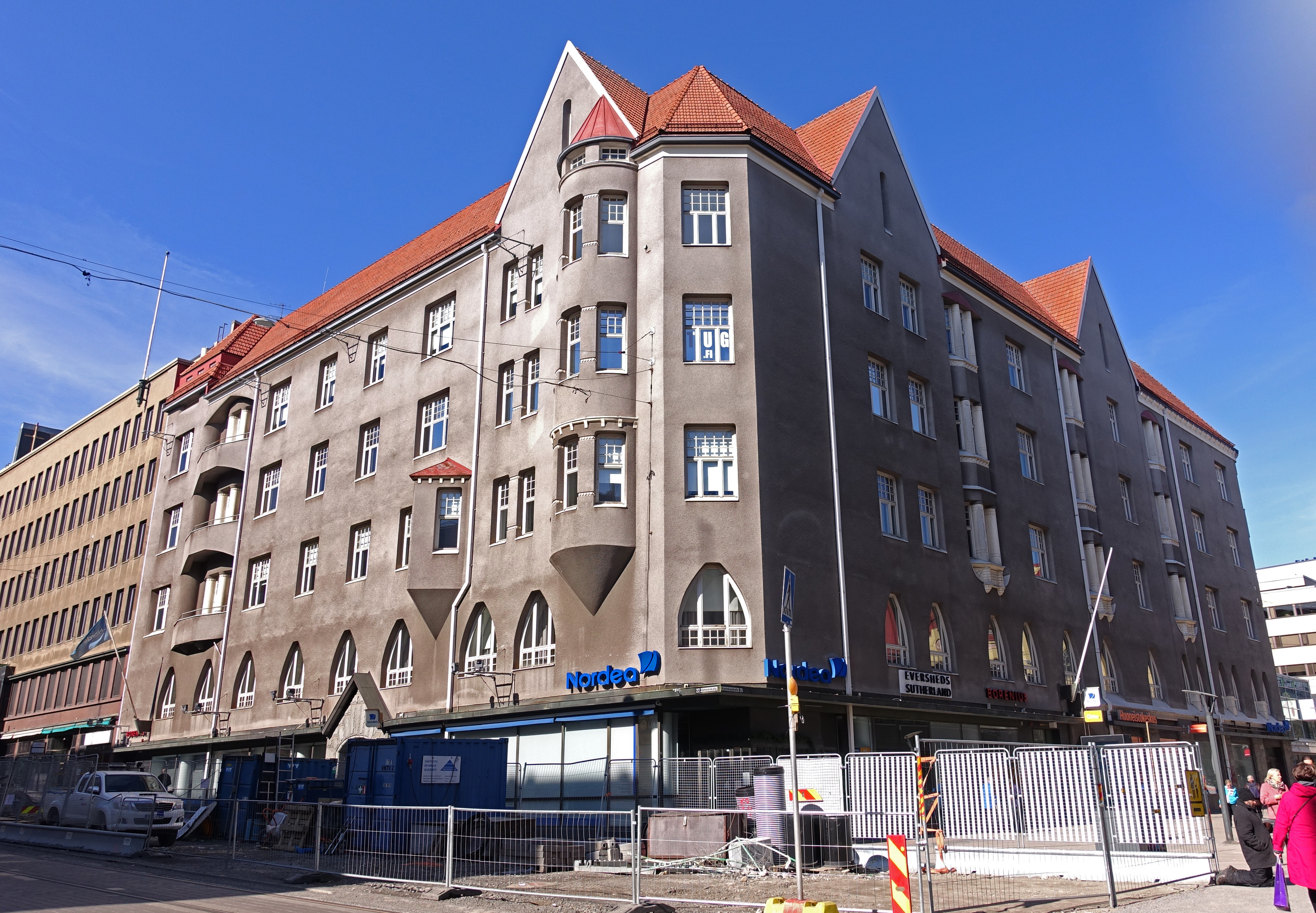
immeuble de la Kansallispankki.

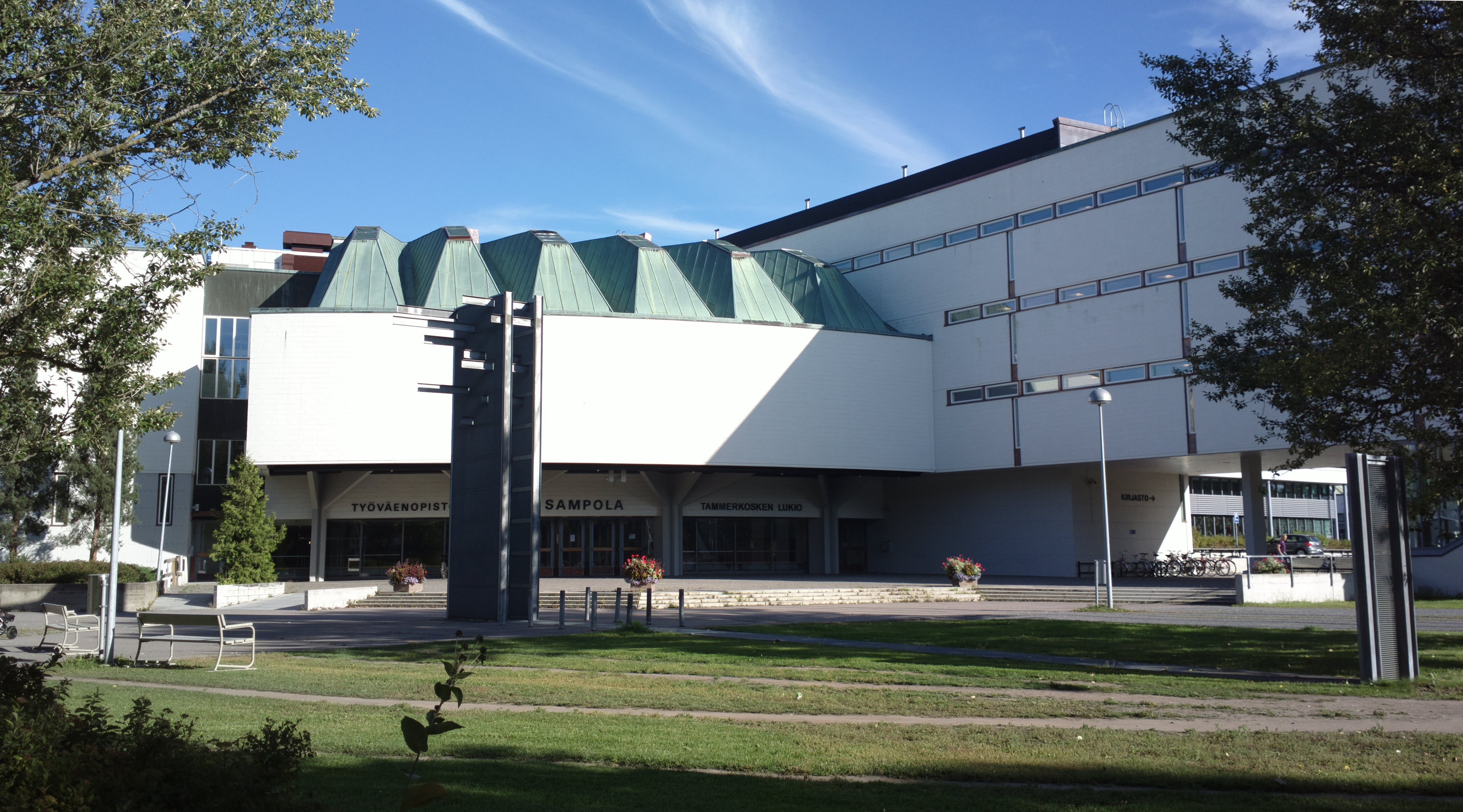
Sampola.

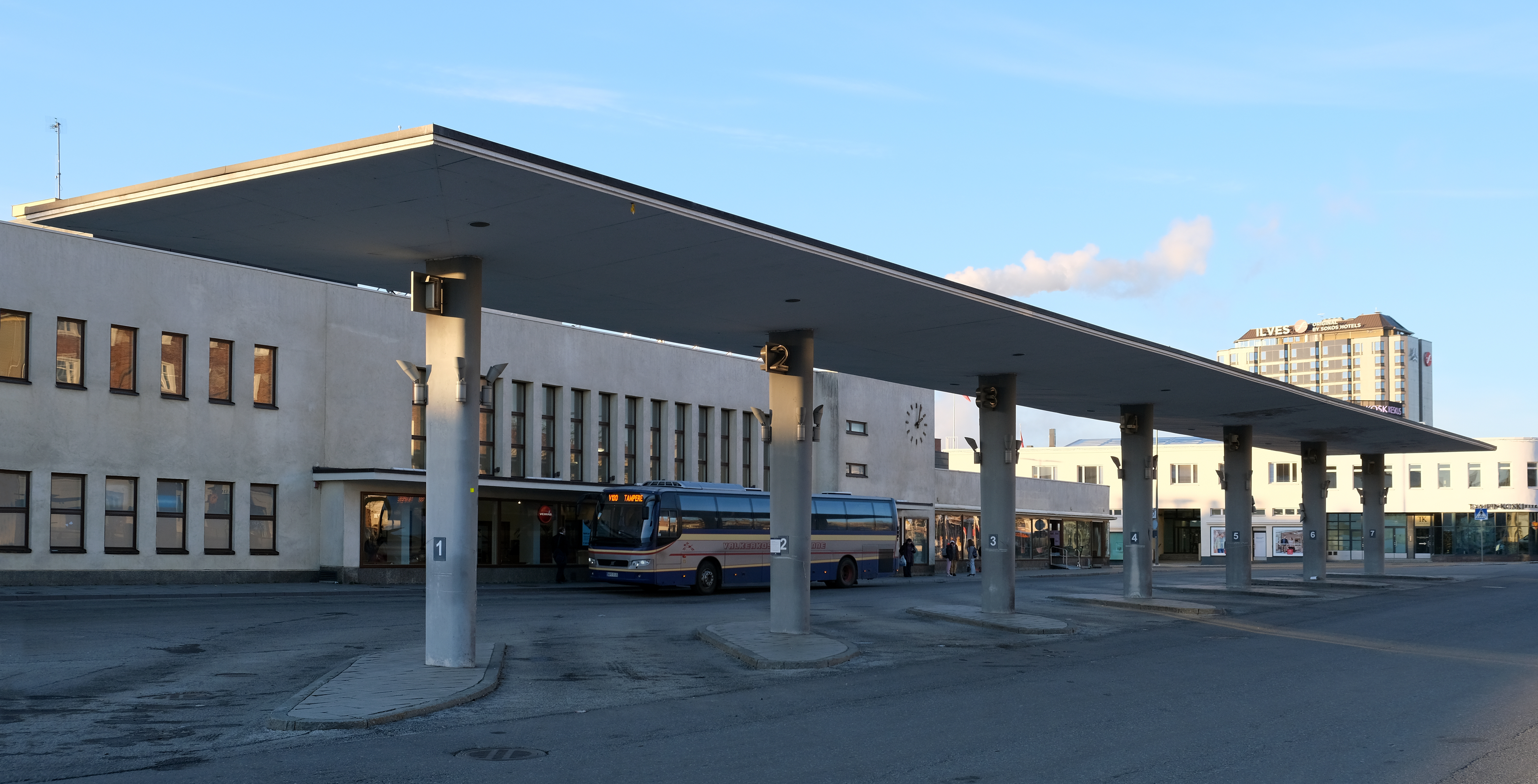
Gare routière de Tampere.

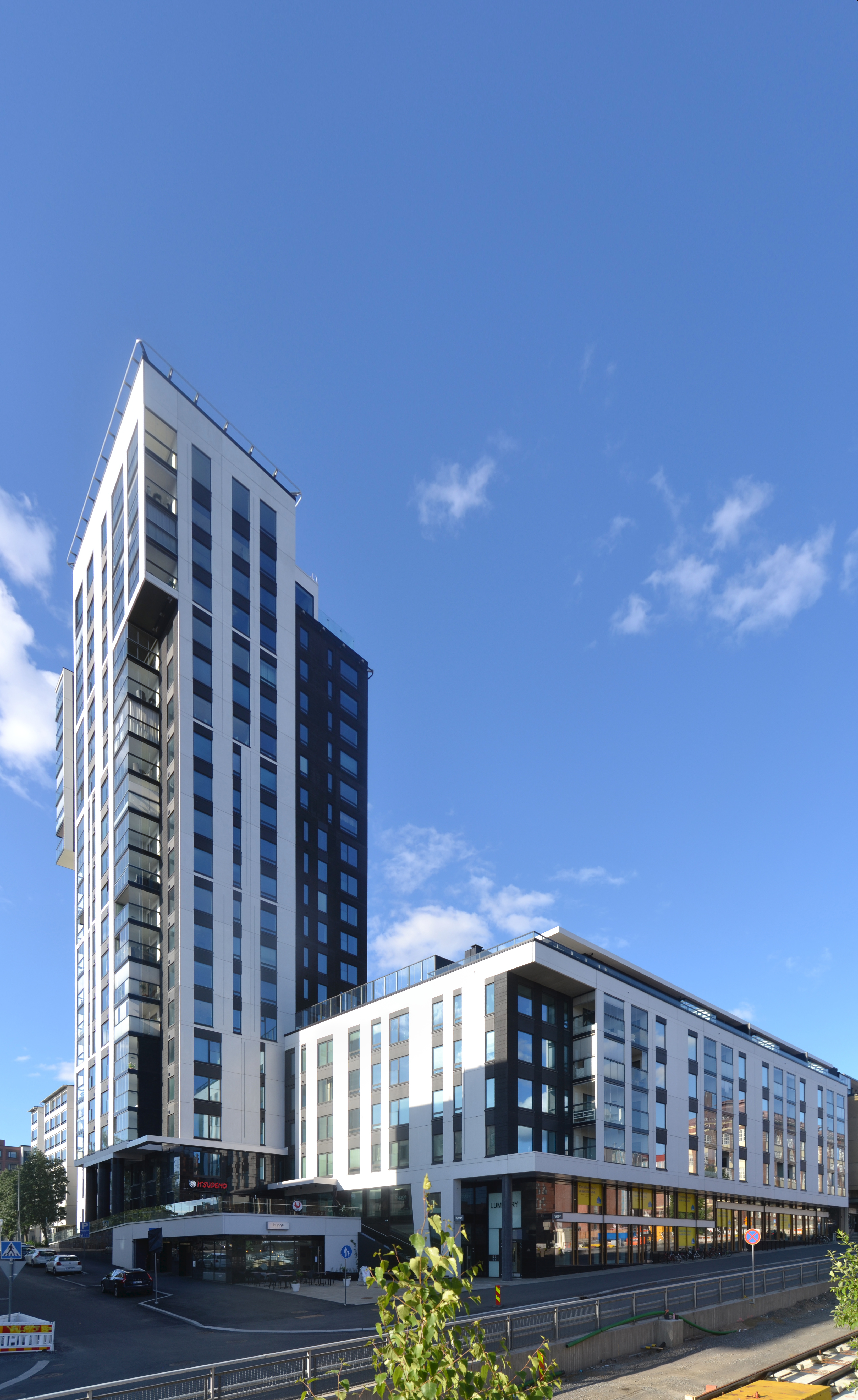
Luminary.

Tampere présente des bâtiments de différentes époques et styles.
Du Moyen Âge il ne reste que l'ancienne église de Messukylä.
L'architecture néo-classique est représentée par l'ancienne église de Tampere et son clocher.
L'église de Messukylä et l'église Alexandre sont de style néo-gothique.
Les bâtiments de style néo-Renaissance sont entre autres, le manoir de Hatanpää, la mairie, la maison Ruuskanen et le château de Näsi.
L'architecture du nationalisme romantique peut se voir avec la maison du Commerce, la maison Tirkkonen, la maison Palander, la cathédrale de Tampere, la caserne centrale des pompiers ou l'immeuble de la Kansallispankki.
Le classicisme postjugendien (post-Art nouveau) était en grande partie nordique et on construit alors notamment l'ancienne bibliothèque, l'hôtel Tammer, la maison Tuulensuu et l'église de Viinikka.
Le fonctionnalisme des années 1930 a donné entre autres la gare de Tampere, maison Tempo, la gare routière et l'hôpital de Kauppi.
Parmi les reconstructions d'après guerre, citons l'Immeuble de la banque de Finlande, Amurinlinna et la piscine de Pyynikki.
Les bâtiments rationalistes de la période moderne sont représentés par l'université de Tampere, l'hôpital universitaire, Sampola, l'ancienne école de commerce de Tampere, le stade de Tampere ou l'église de Kaleva.
Par la suite, le modernisme diversifié est représenté, entre autres par la bibliothèque Metso, le centre d'activités d'Hervanta, la maison de Tampere, Luminary ou l'immeuble de Nokia à Hatanpää.

## Culture

### Médias
Tampere est une ville médiatique, car la chaîne de télévision nationale Yle TV2, fonctionne dans le centre de télévision Tohlop qui s'y trouve depuis les années 1970, et par exemple les émissions de radio finlandaises ont commencé à Tampere, lorsque Arvi Hauvonen a fondé la station de radio publique en 1923.
La chaîne Yle TV2 a ses racines dans la chaine Tamvisio, qui a été intégrée à Yleisradio en 1964.
Cette deuxième chaîne a eu une influence significative à Tampere, et plusieurs émissions et séries télévisées bien connues ont été tournées dans la ville.
En 2014, Aamulehti publié à Tampere était le troisième journal de Finlande en termes de tirage, après Helsingin Sanomat et Ilta-Sanomat.
Le tirage du magazine était de 106 842.
De plus, Tampere publie, entre autres, le journal municipal gratuit Tamperelainen.
Les revues Niin & näin et Aikalainen sont des revues scientifiques, publiées à Tampere.

### Musique
Tampere comporte une scène musicale dynamique, avec la multiplication récente de groupes de rock aux influences glam/punk emportant un vif succès dans la région, ainsi que dans le reste de la Finlande. Parmi ces derniers, on peut citer Negative, au succès international grandissant, mais également Jann Wilde & the Neon Comets ou encore Heijaste.
L'orchestre philharmonique de Tampere est très actif.

### Sports

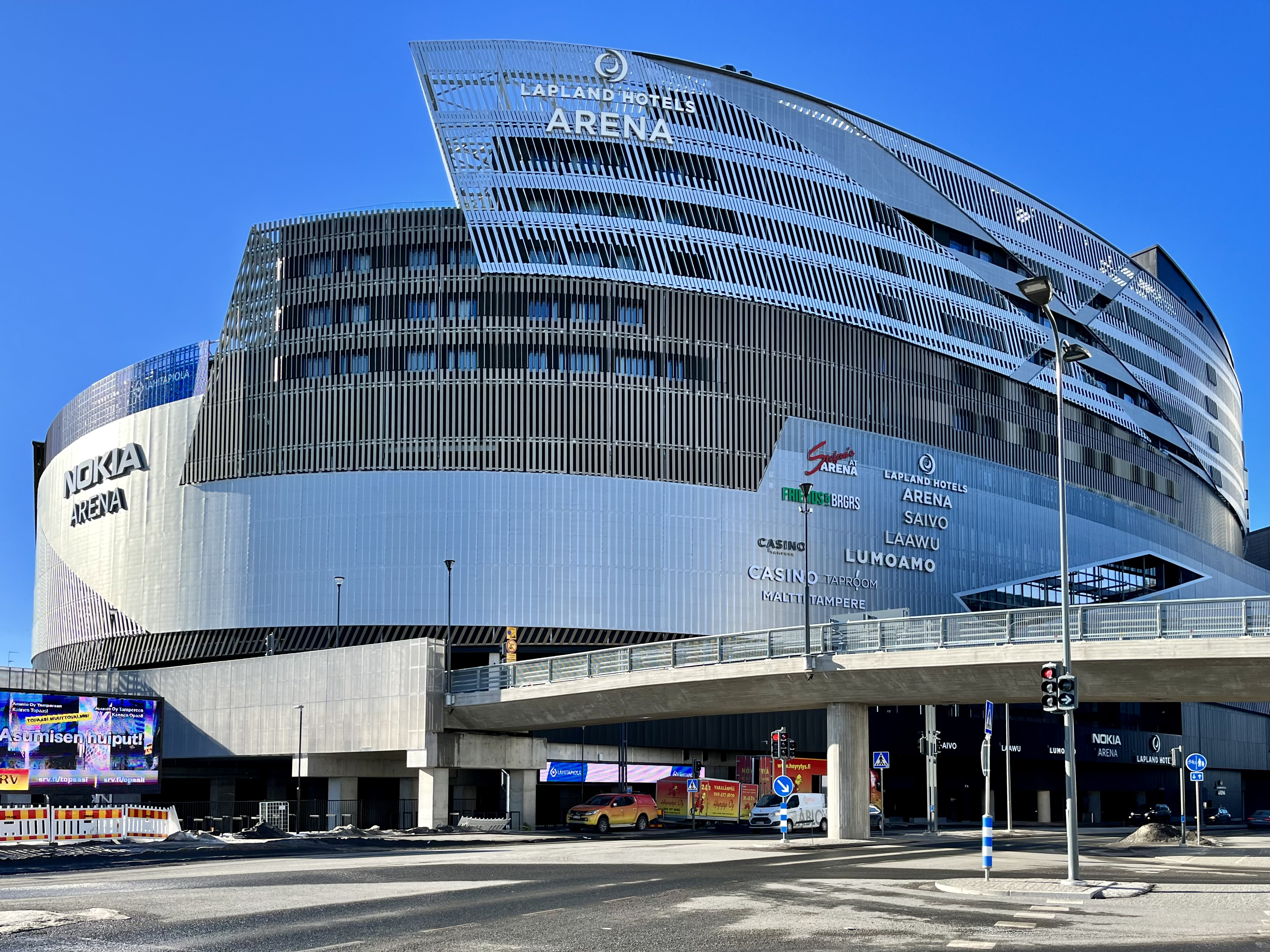
Nokia Arena, pour les compétitions de hockey sur glace ou des événements culturels. Mars 2022.

La scène sportive de Tampere est menée par deux équipes de hockey sur glace, Tappara Tampere et Ilves Tampere. Elles ont eu toutes les deux un grand impact sur la culture du hockey sur glace en Finlande et sont les plus performantes du pays. Le football prend également de plus en plus d'importance avec Tampere United qui gagna le championnat finlandais 2001 et 2006 et 2007.
C'est également la ville de naissance et de résidence de Tommi Evilä, éphémère héros des mondiaux d'athlétisme d'Helsinki de 2005, unique athlète médaillé pour le pays organisateur.
En juillet 2009, s'y est déroulé le Festival olympique de la jeunesse européenne
Du 23 au 25 mars 2012, Tampere a accueilli aussi un "gathering de tricks", organisé par la team Unito.

### Musées
Les musées les plus visités sont :
- Musée Lauri Viita ;
- Musée Lénine de Tampere ;
- Musée des médias Rupriikki ;
- Musée des Moumines ;
- Musée d'art Sara Hildén ;
- Musée finlandais du hockey ;
- Musée de la pierre ;
- Musée d'art moderne de Tampere ;
- Musée d'art de Tampere ;
- Musée d'Art Hiekka ;
- Musée de la police (fi) ;
- Musée de l'espionnage (fi) ;

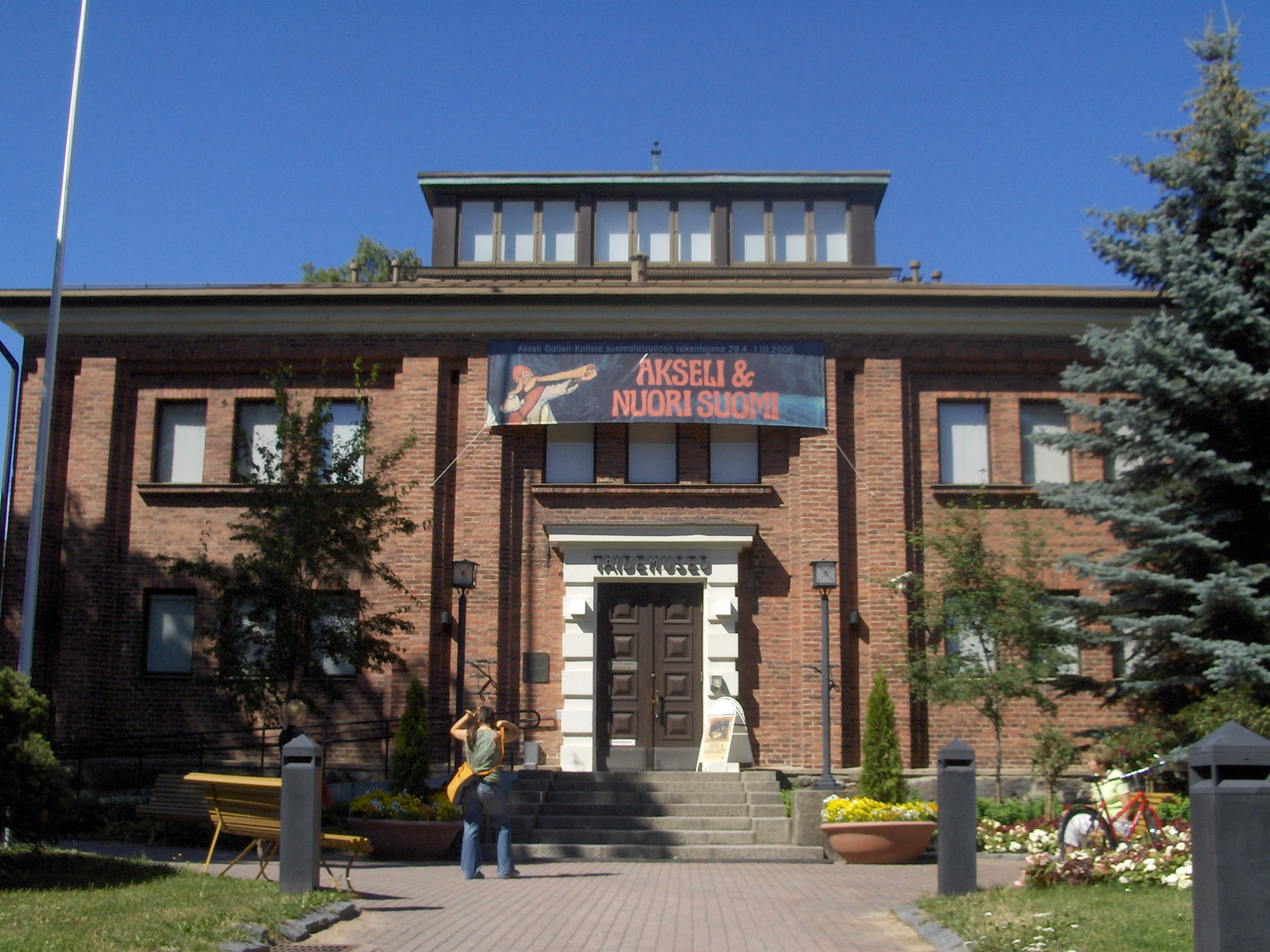
Le musée d'art de Tampere.

Musée des Moumines.

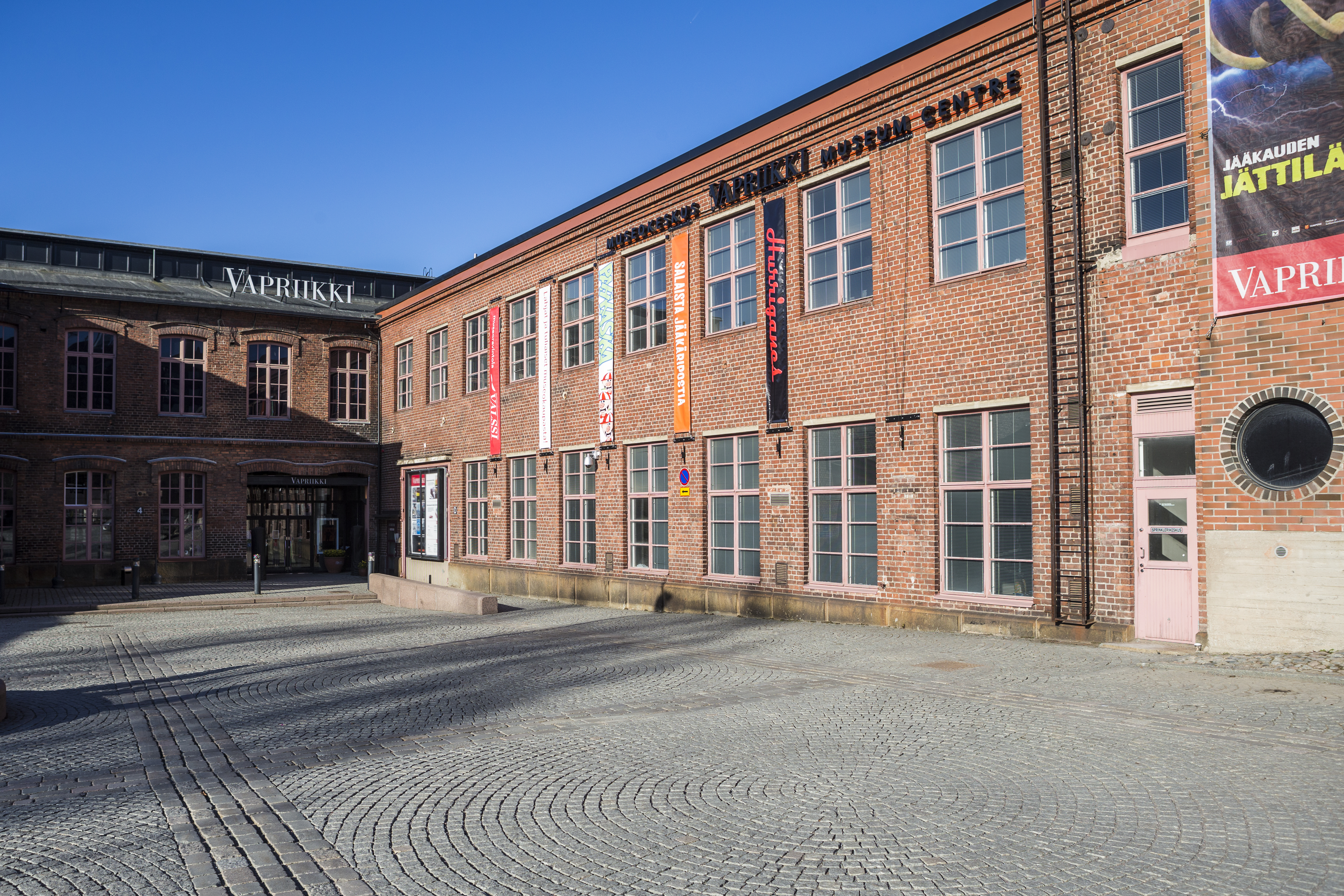
Centre Vapriikki.

- Musée de la classe ouvrière Werstas ;
- Musée de l'habitat ouvrier d'Amuri.
- Musée Milavida
- Centre Vapriikki

### Gastronomie
Une des spécialités culinaires est le mustamakkara, qui est un plat à base de viande et de sang de porc et de seigle.
Traditionnellement on le sert accompagné de confiture d'airelle.

### Vie estudiantine

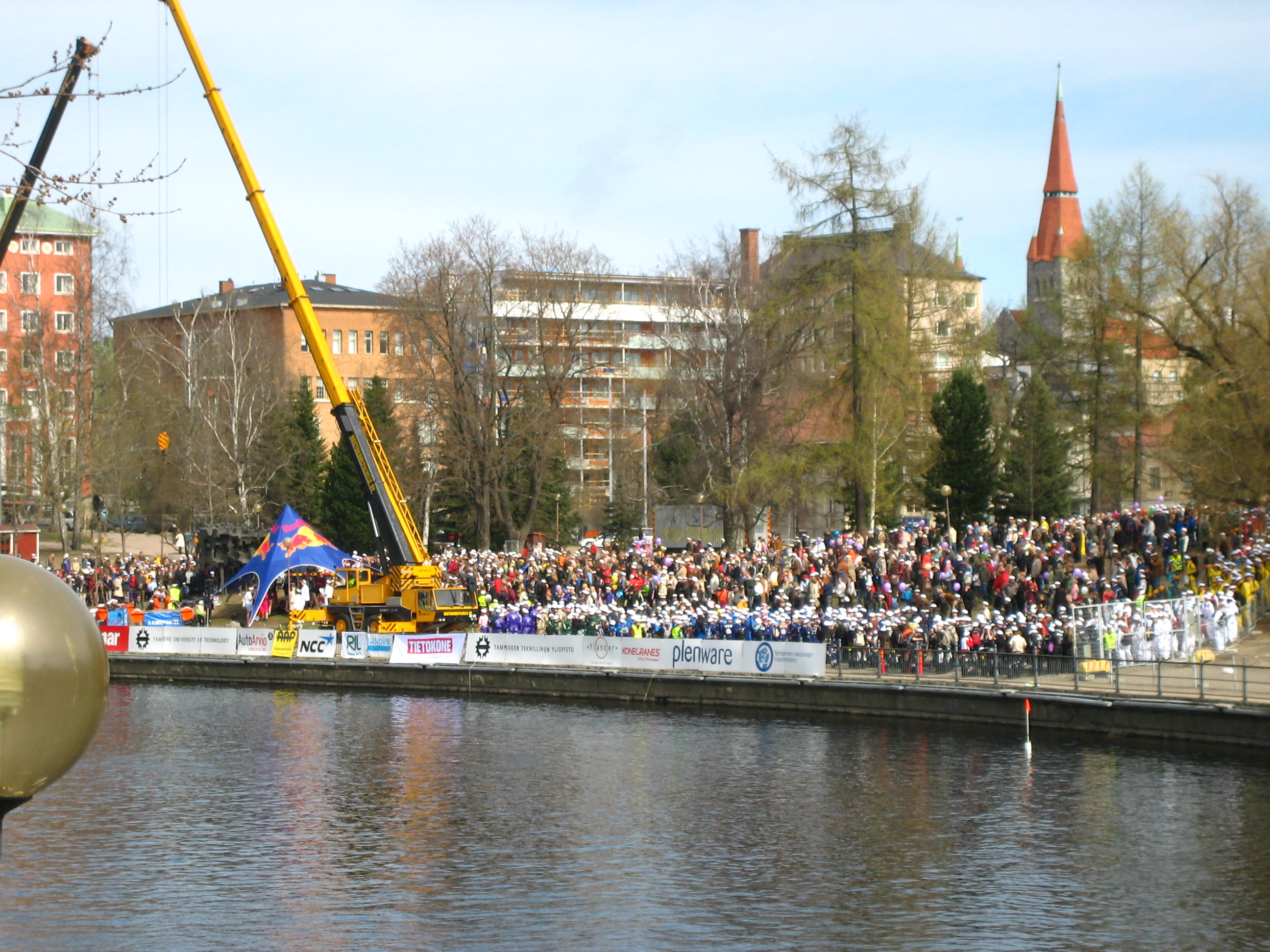
Vappu à Tampere.

Tampere est réputée pour sa vie étudiante très active. Un des temps forts de la vie étudiante, partout en Finlande mais particulièrement à Tampere, est la fête de Vappu, qui célèbre la fin de l'hiver, et surtout la fin des examens pour les étudiants. Les célébrations s'étalent sur toute la deuxième moitié du mois d'avril, avec un temps fort le soir du 30 avril, et toute la journée du 1er mai. À cette occasion, tous les étudiants sortent vêtus de leur « salopette d'étudiant (fi) », sorte de combinaison de différentes couleurs qui symbolisent leur appartenance à une filière. Les costumes des étudiants étrangers sont verts par exemple, ceux des étudiants en informatique, noirs. Une tradition toute particulière à Tampere est l'immersion des étudiants de la TUT dans la Tammerkoski la rivière de Tampere : les étudiants de première année sont en quelque sorte « baptisés », et sont plongés dans l'eau glacée du fleuve, à l'aide d'une grande cage soutenue par une grue.

## Éducation

### Écoles primaires et lycées
La ville gère 38 écoles primaires dont l'école de Pyynikki et l'école d'Alexandre.
Tampere abrite aussi l'école normale de Tampere (fi), l'école Rudolf Steiner, l'école suédoise de Tampere et l'école chrétienne de Tampere (fi).
Tampere gère six lycées pour environ 3 200 jeunes et un lycée pour adultes.
Tampere abrite aussi l'Institut professionnel de Kiipula.

### Enseignement supérieur
Tampere compte plusieurs universités: l'université de Tampere (TAU), l'université des sciences appliquées de Tampere (TAMK) et l'École supérieure de police ainsi que l'université d'été de Tampere (fi).
La vieille université de Tampere (UTA) est fondée en 1960, quand l'école supérieure sociale est transférée d'Helsinki à Tampere. L'école supérieure technique de Tampere est fondée en 1965, comme extension de l'école supérieure technique d'Helsinki. L'école supérieure technique de Tampere prend son indépendance en 1972 et change plus tard de nom pour s'appeler l'université technologique de Tampere (TUT). Ces deux universités ont uniées à 2019 pour former la nouvelle université de Tampere.
L'école supérieure professionnelle de Tampere est fondée en 1996. Plus tard, elle est renommée université des sciences appliquées de Tampere.
L'école supérieure de police est installée à Tampere en 1974.
La plupart des étudiants de ces universités sont logés dans des résidences du TOAS.

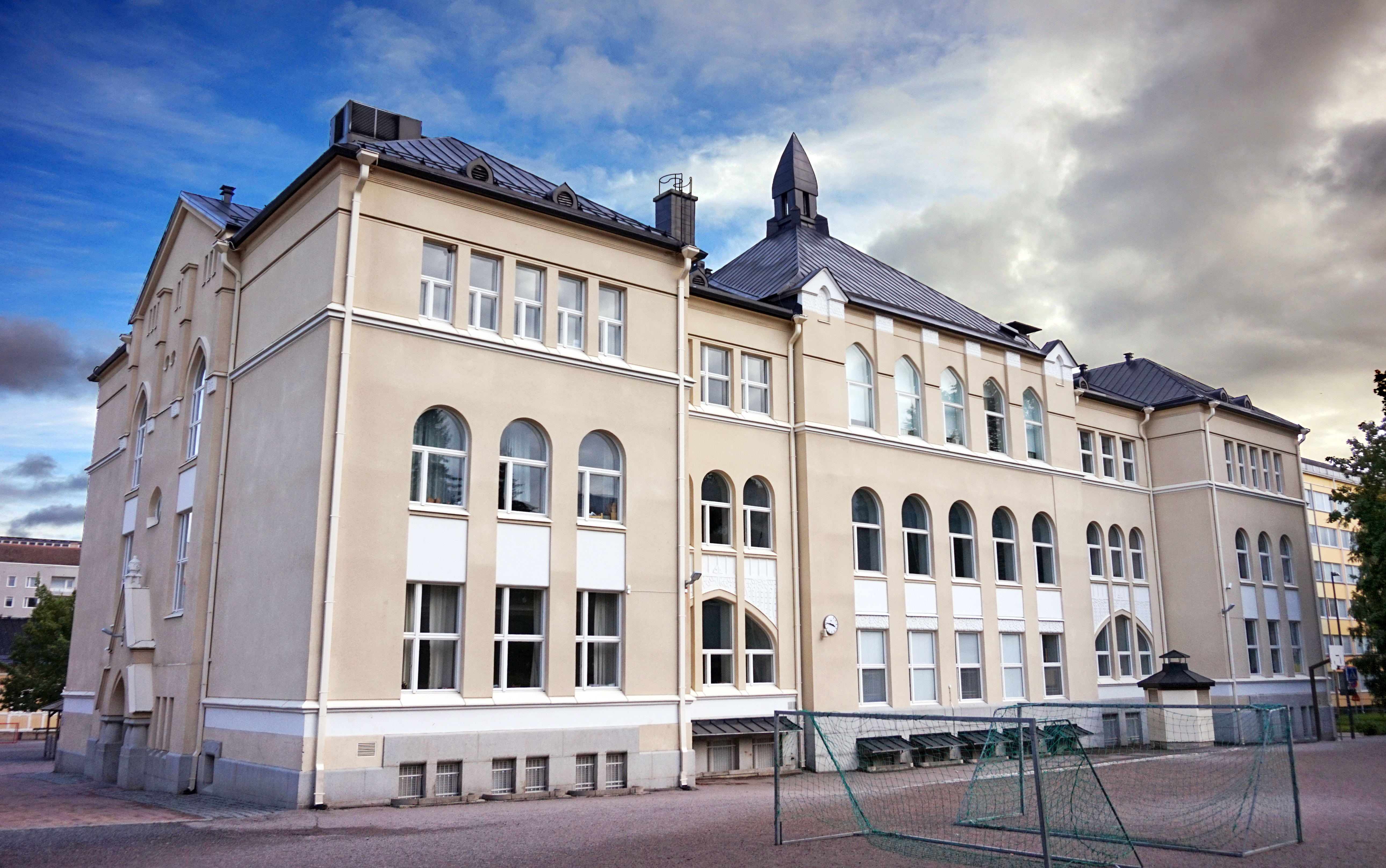
École d'Alexandre.
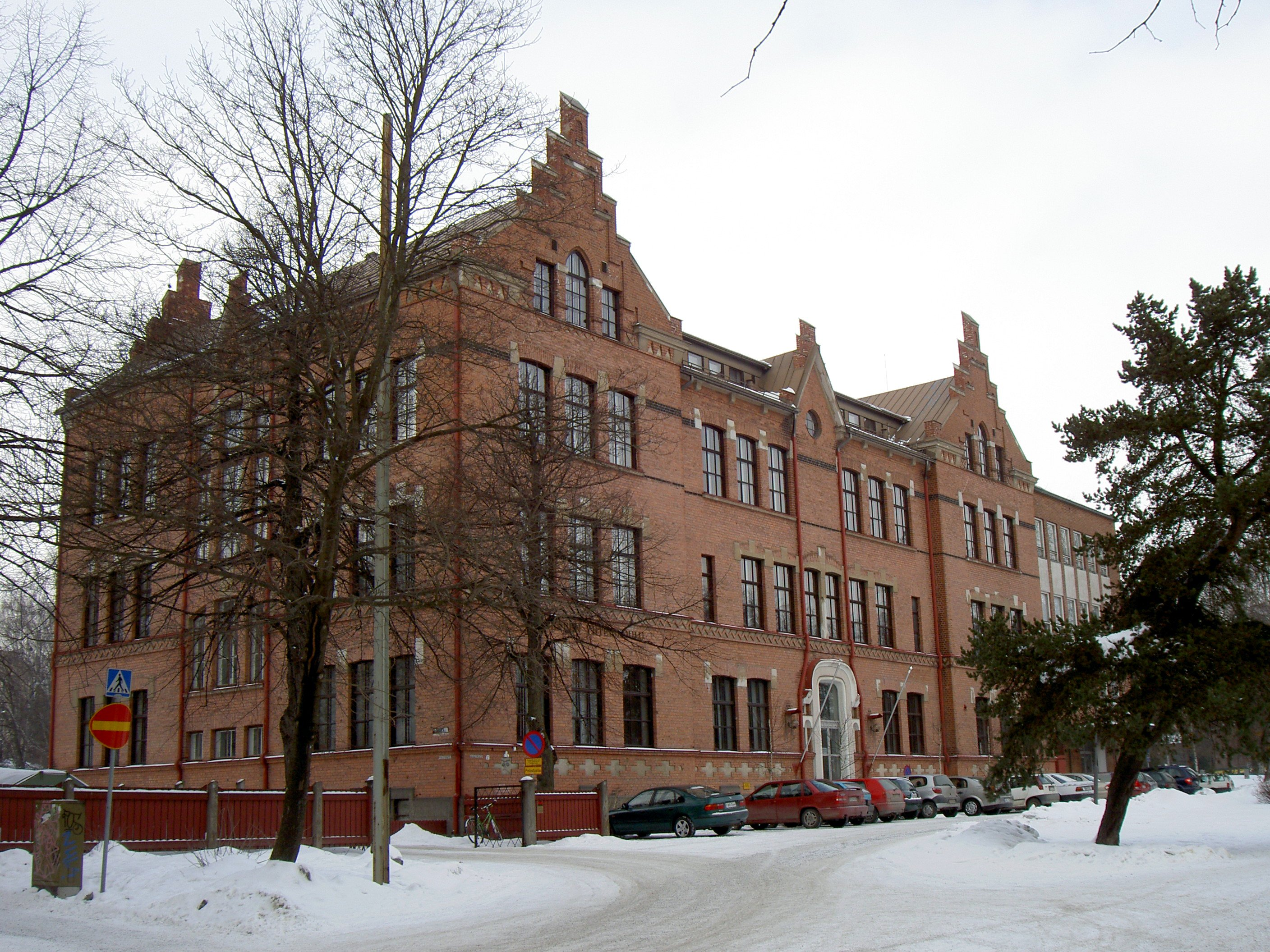
Lycée mixte de Tampere.
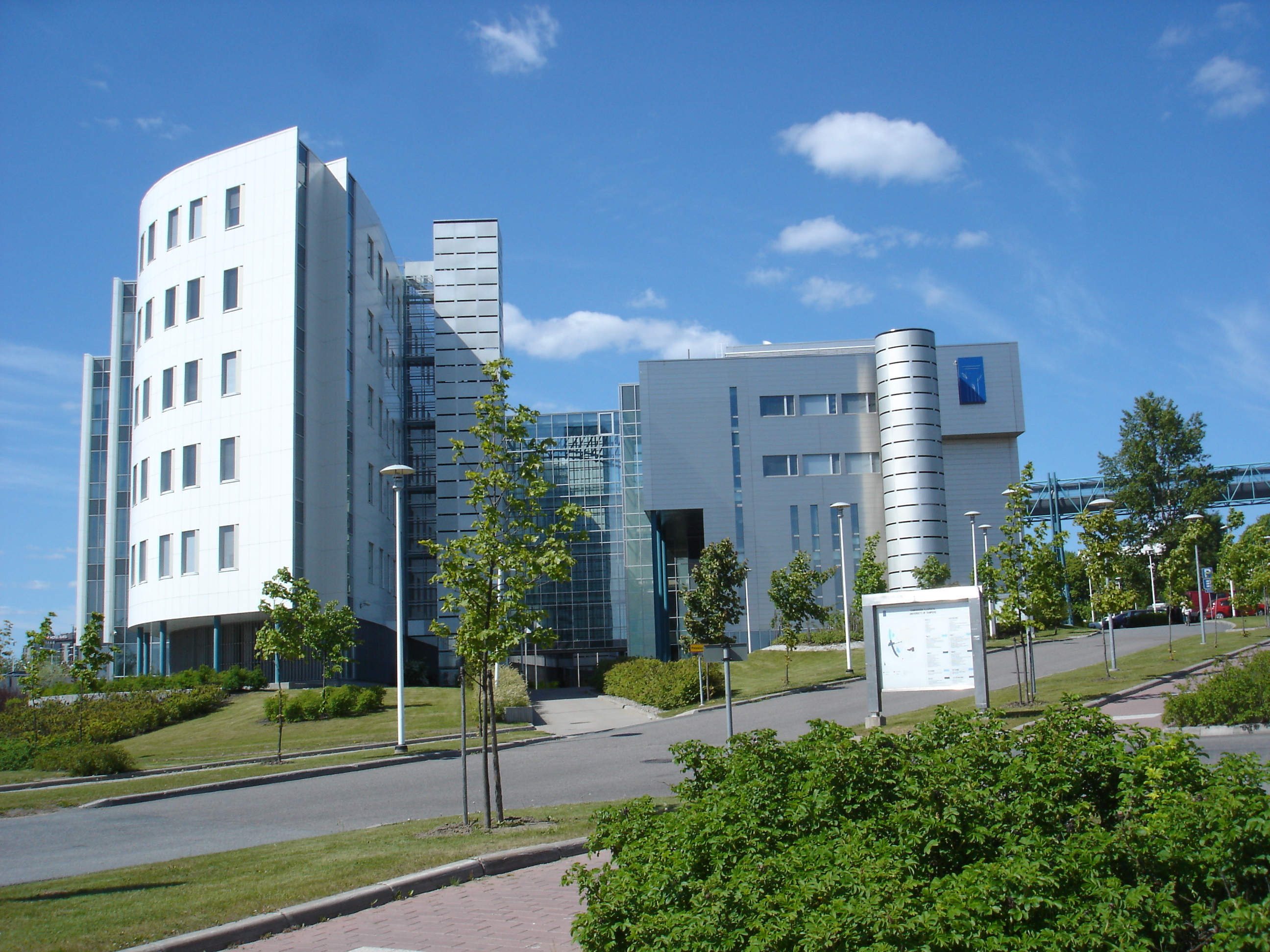
Bâtiment B de l'université de Tampere.
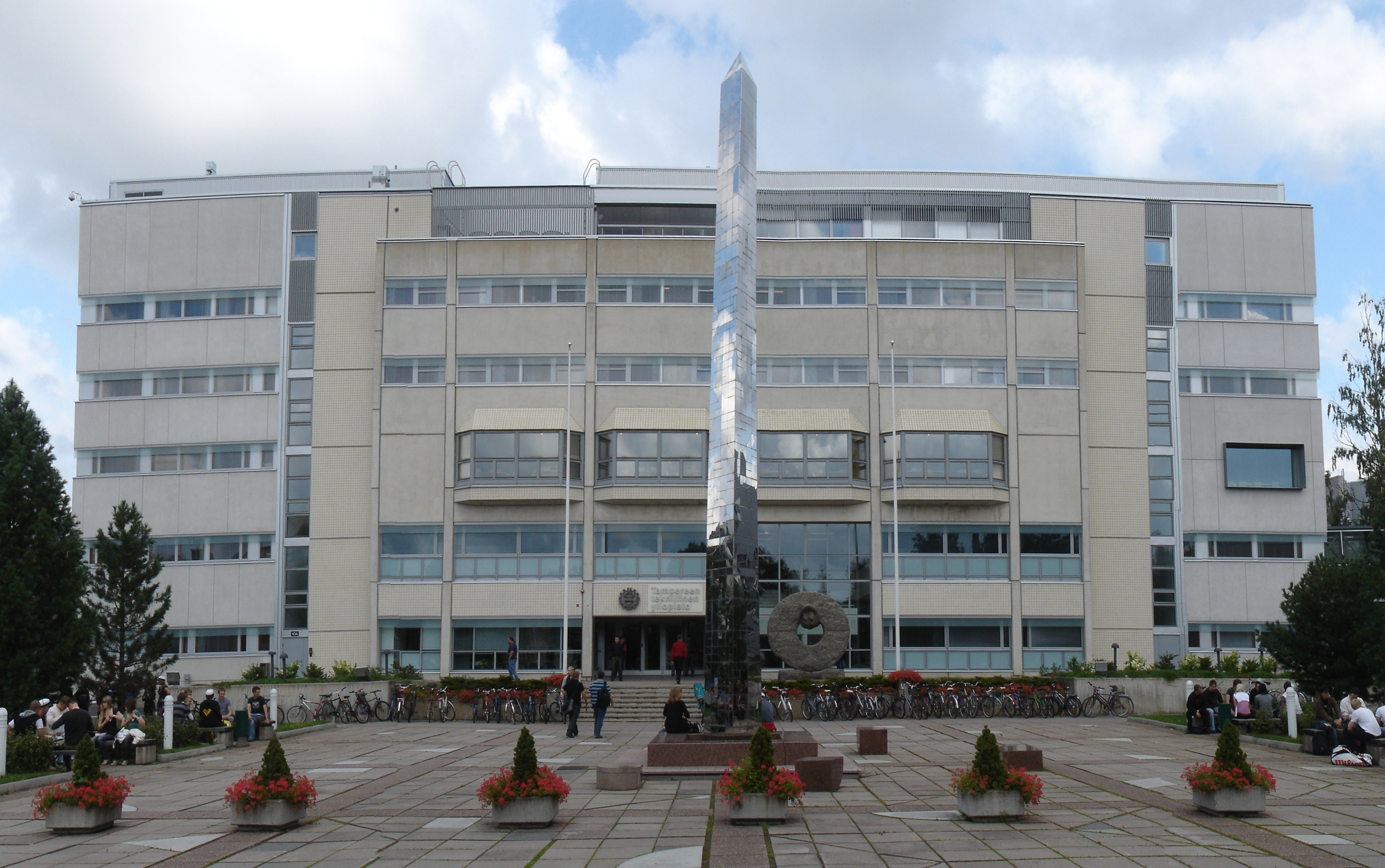
Bâtiment principal de l'université technologique de Tampere.

## Jumelages
La ville de Tampere est jumelée avec les villes suivantes :
| Ville | Ville                          | Pays | Pays       | Période                    |
| ----- | ------------------------------ | ---- | ---------- | -------------------------- |
|       | Brașov,                        |      | Roumanie   | depuis 1981                |
|       | Canton                         |      | Chine      | depuis 2008                |
|       | Chemnitz,                      |      | Allemagne  | depuis 1961                |
|       | Essen,                         |      | Allemagne  | depuis 1961                |
|       | Kaunas,                        |      | Lituanie   | depuis 1997                |
|       | Kiev,                          |      | Ukraine    | depuis le 30 décembre 1954 |
|       | Klaksvík,                      |      | îles Féroé |                            |
|       | Kópavogur,                     |      | Islande    | depuis 1964                |
|       | León                           |      | Nicaragua  |                            |
|       | Linz,                          |      | Autriche   | depuis 1961                |
|       | Miskolc,                       |      | Hongrie    | depuis 1963                |
|       | municipalité urbaine de Tartu, |      | Estonie    | depuis le 22 décembre 1992 |
|       | Mwanza,                        |      | Tanzanie   |                            |
|       | Norrköping,                    |      | Suède      | depuis 1956                |
|       | Odense,                        |      | Danemark   | depuis 1966                |
|       | Olomouc,                       |      | Tchéquie   | depuis 1986                |
|       | Syracuse,                      |      | États-Unis | depuis 1981                |
|       | Trondheim,                     |      | Norvège    | depuis 1964                |
|       | Łódź,                          |      | Pologne    | depuis 1958                |

## Personnalités liées à Tampere

### Autres
- Mikko Alatalo (en)
- Aleksander Barkov
- Anna Falchi
- James Finlayson (industriel) (en) (c. 1772-c. 1852), industriel écossais qui a aidé à construire l'industrie textile finlandaise
- Veikko Haukkavaara (en) (1921-2004), artiste finlandaise
- Raimo Helminen
- Matti Järvinen
- Timo Jutila
- Leo Kinnunen
- Mika Koivuniemi (en)
- Kiira Korpi
- Toni Kuivasto
- Juice Leskinen
- Väinö Linna
- Jyrki Lumme
- Antero Manninen
- Teemu Mäntysaari
- Ville Nieminen
- Teppo Numminen
- Kalle Päätalo
- Kari Peitsamo (en)
- Reima Pietilä
- Hannu Salama
- Charles Sandison
- Lauri Silvan
- Johanna Sinisalo
- Jaakko Tähtinen
- Vesa Toskala
- Lauri Viita
- Elias Viljanen
- Veltto Virtanen (en)
- Sami Aittokallio
- Patrik Laine
- Ville Snellman
- Iiris Suomela, femme politique
- Amanda Vähämäki

## Galerie

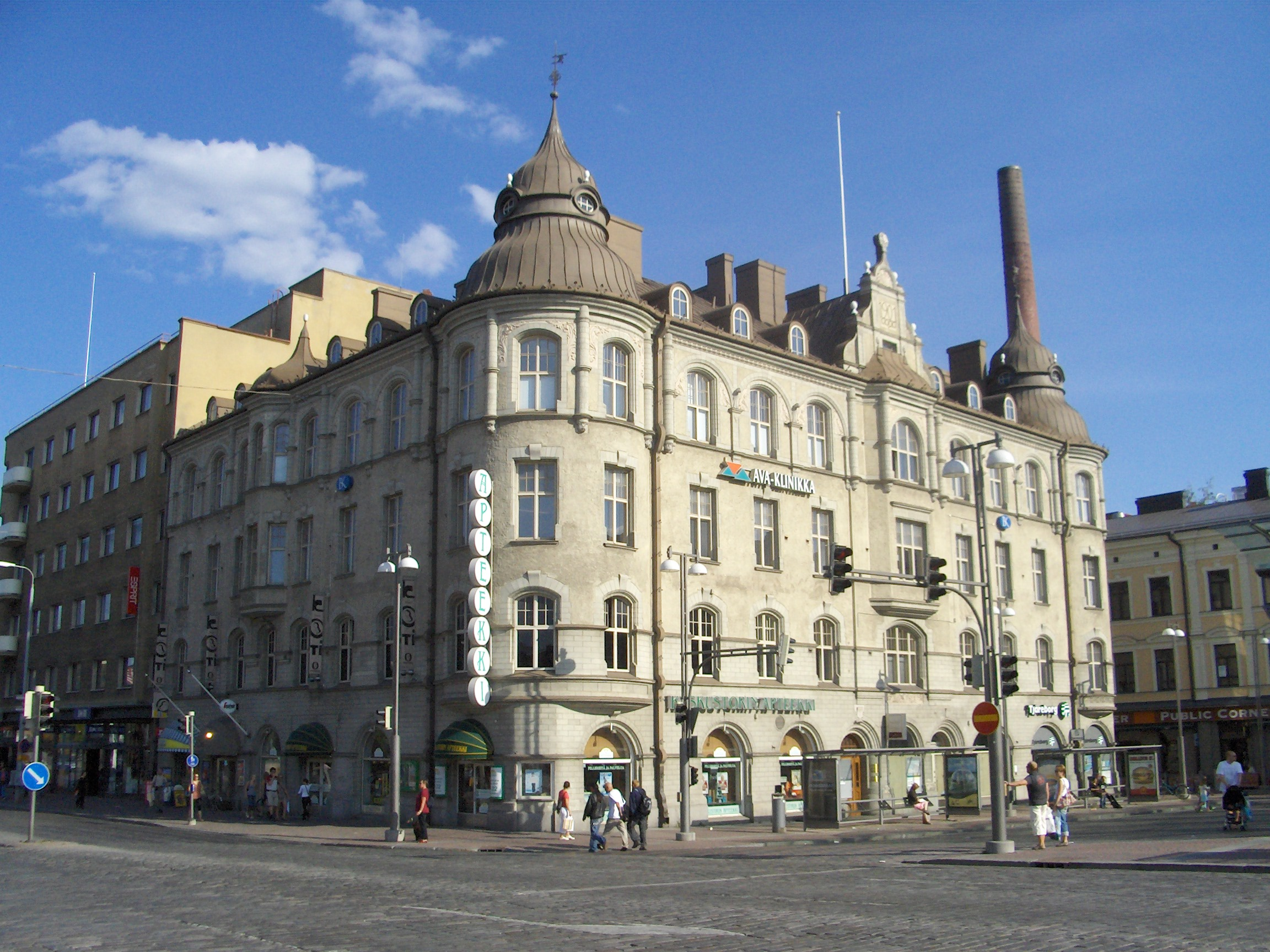
Maison Sumelius.
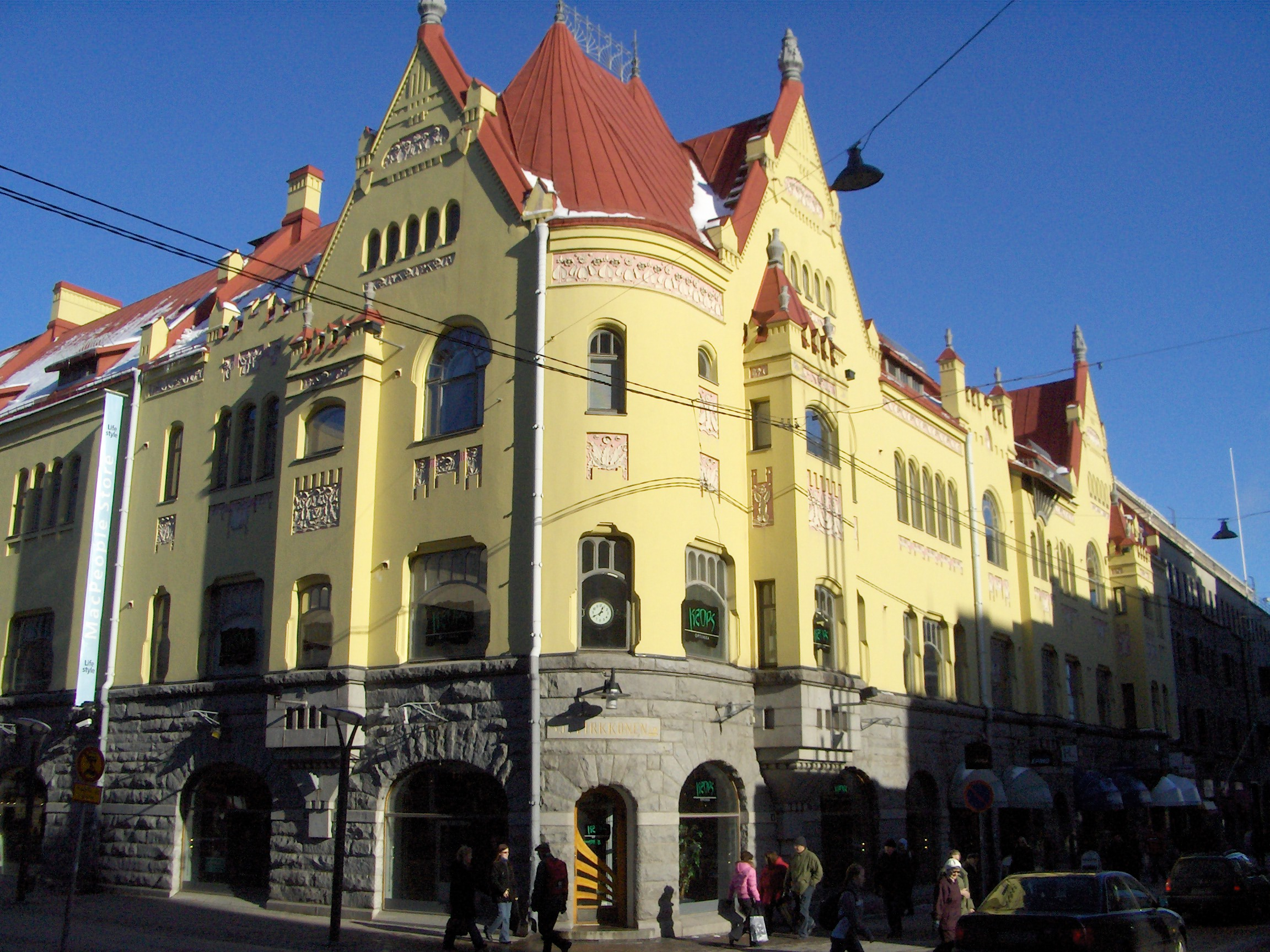
Maison Tirkkonen.
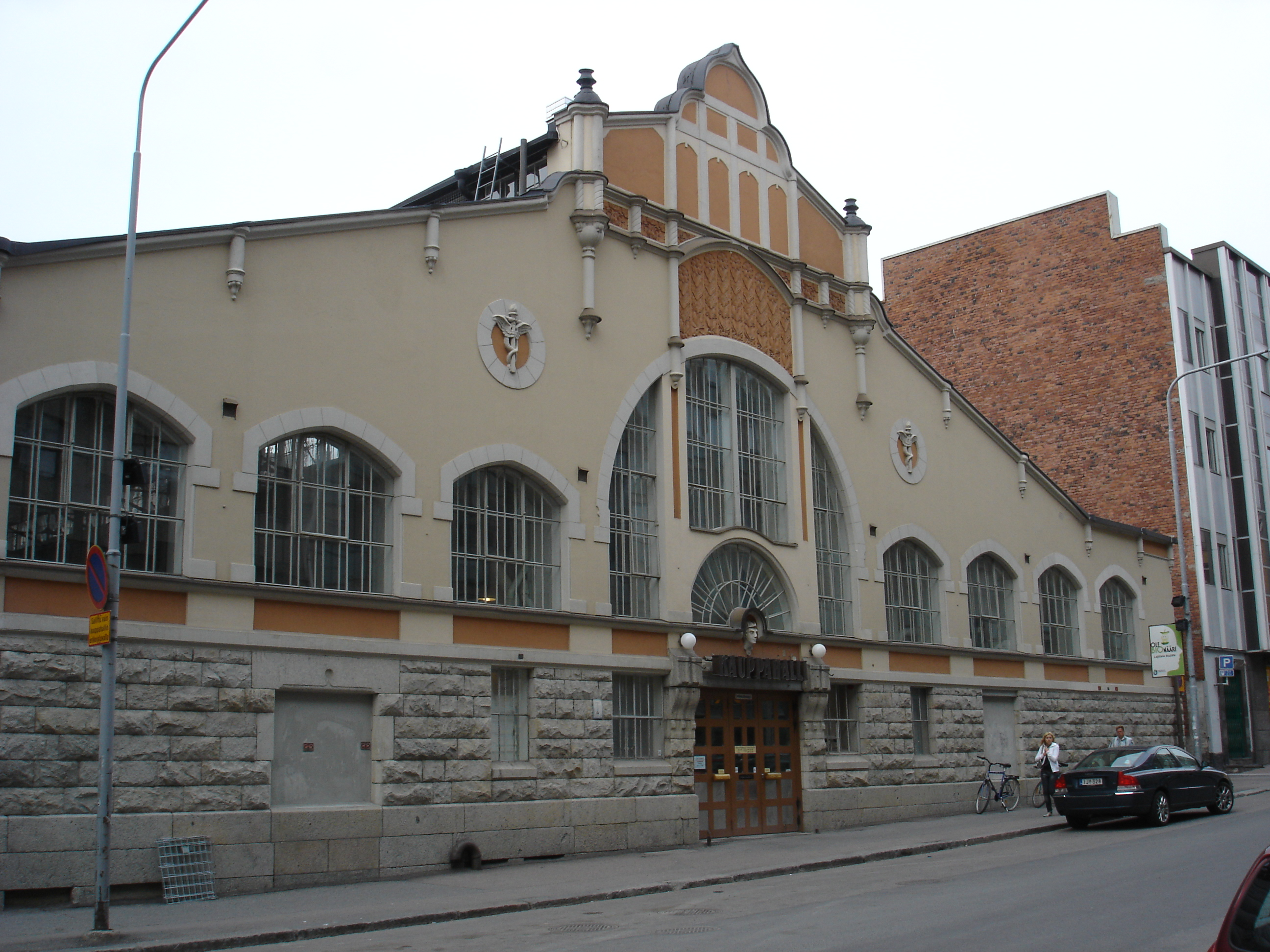
Halle du marché.
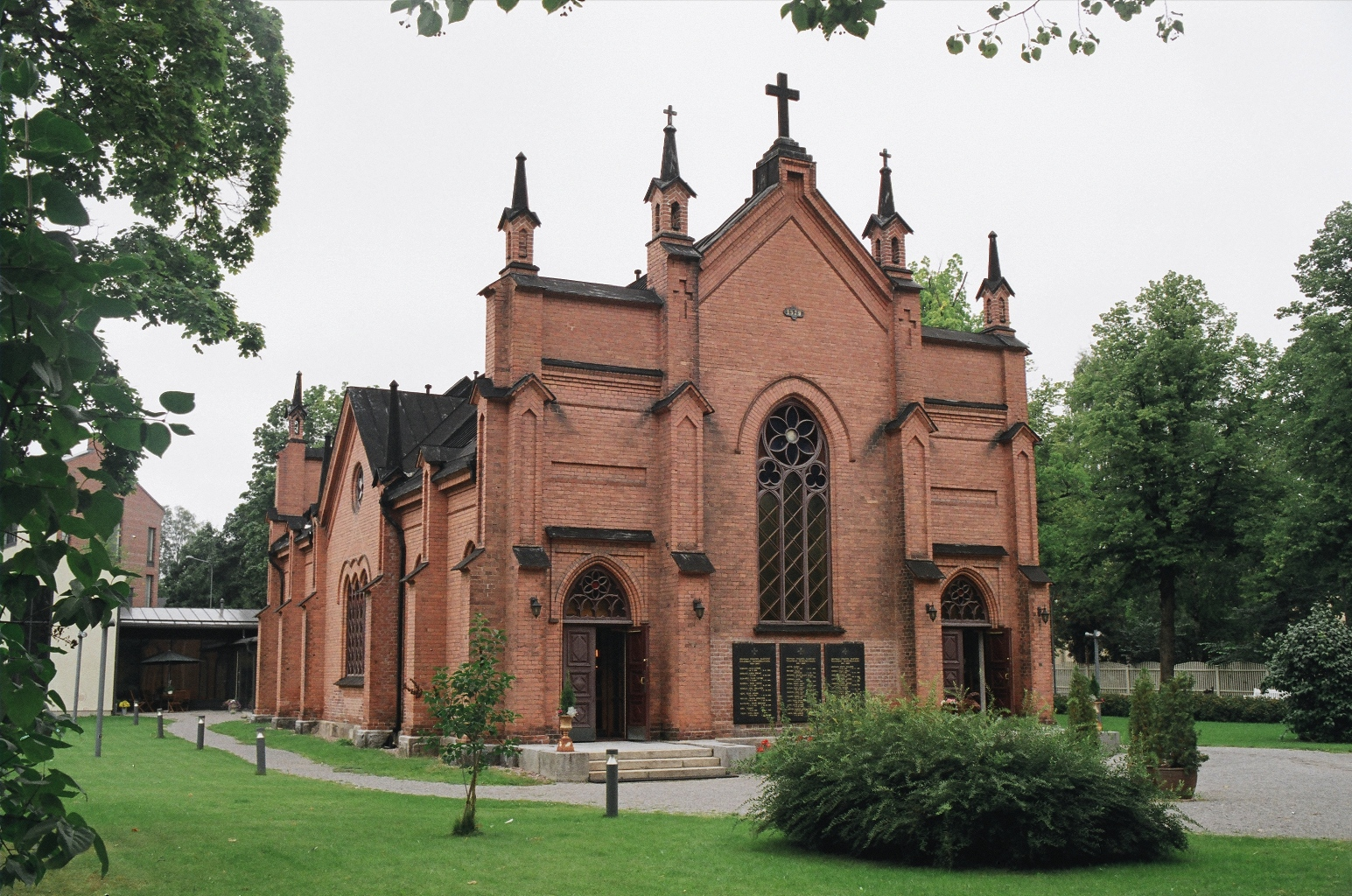
Église de Finlayson.
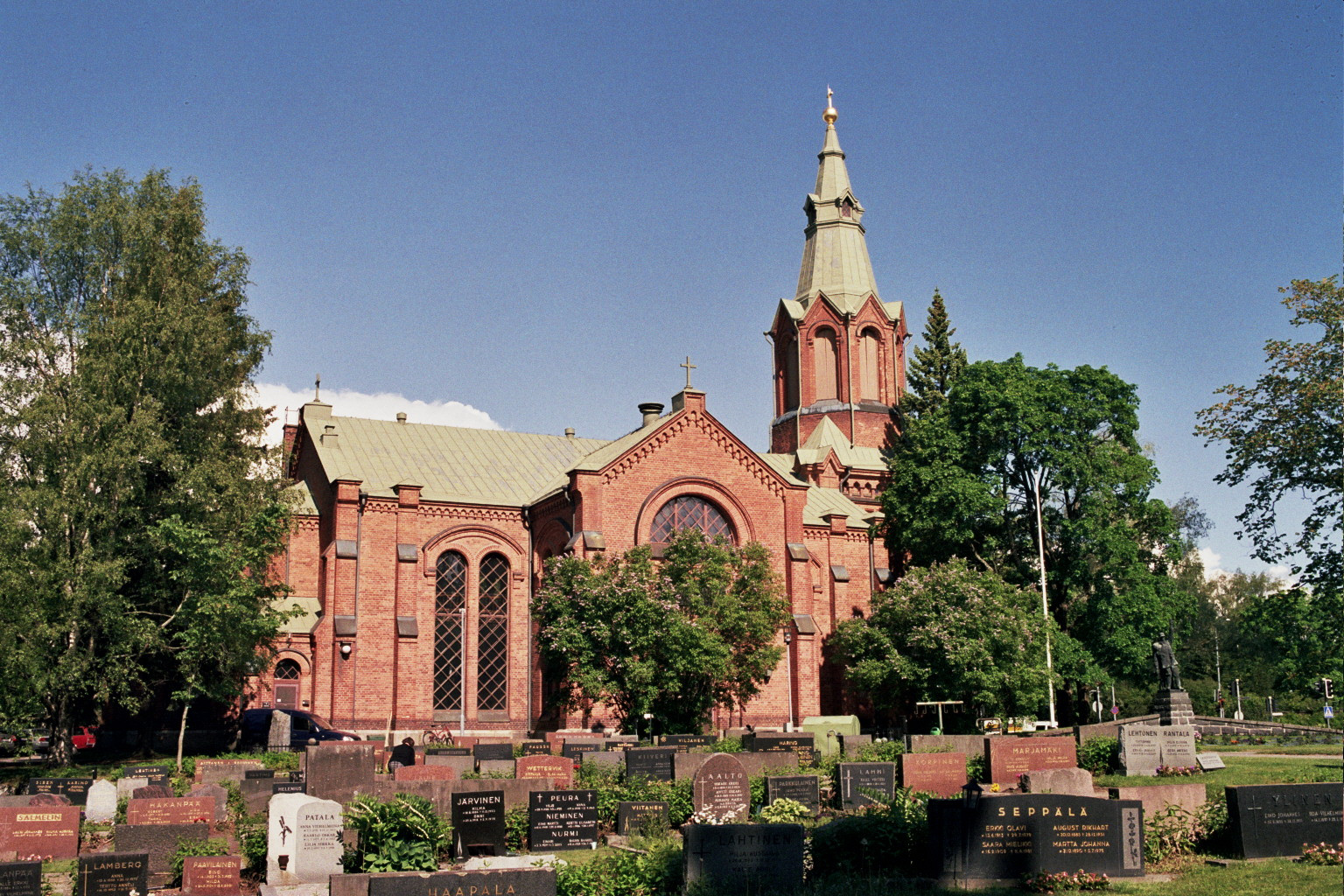
Église de Messukylä.
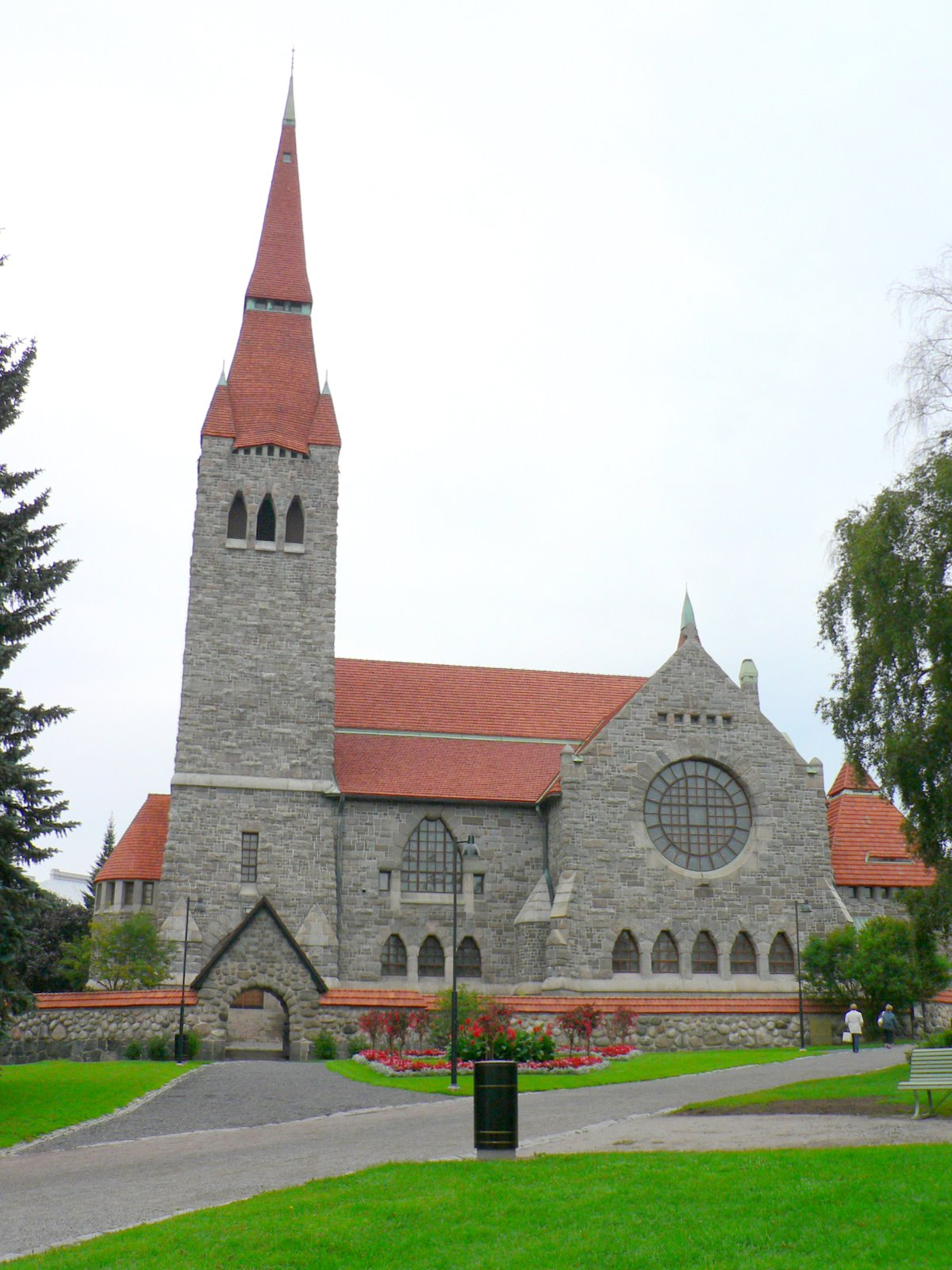
Cathédrale de Tampere.
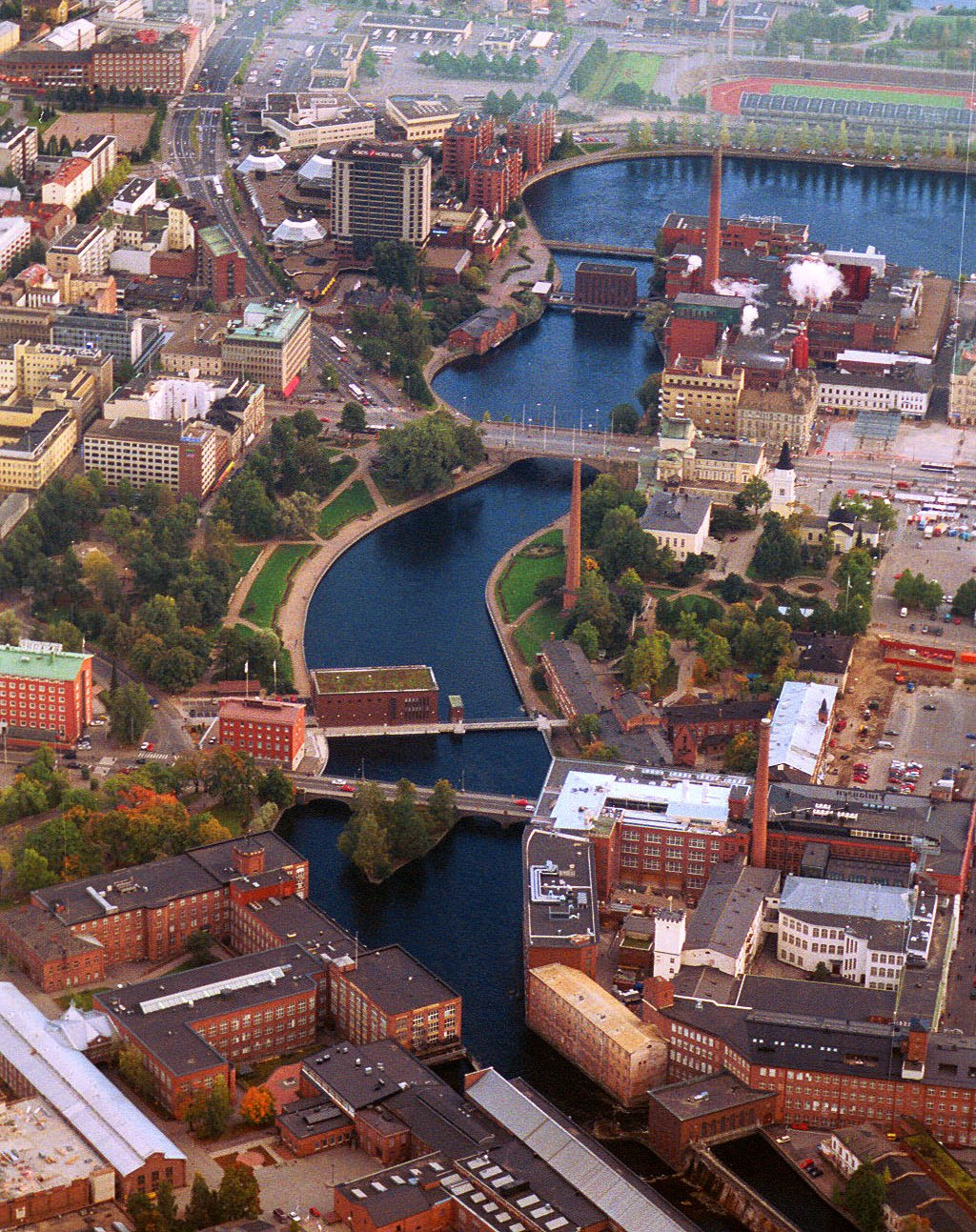
Les rapides Tammerkoski.
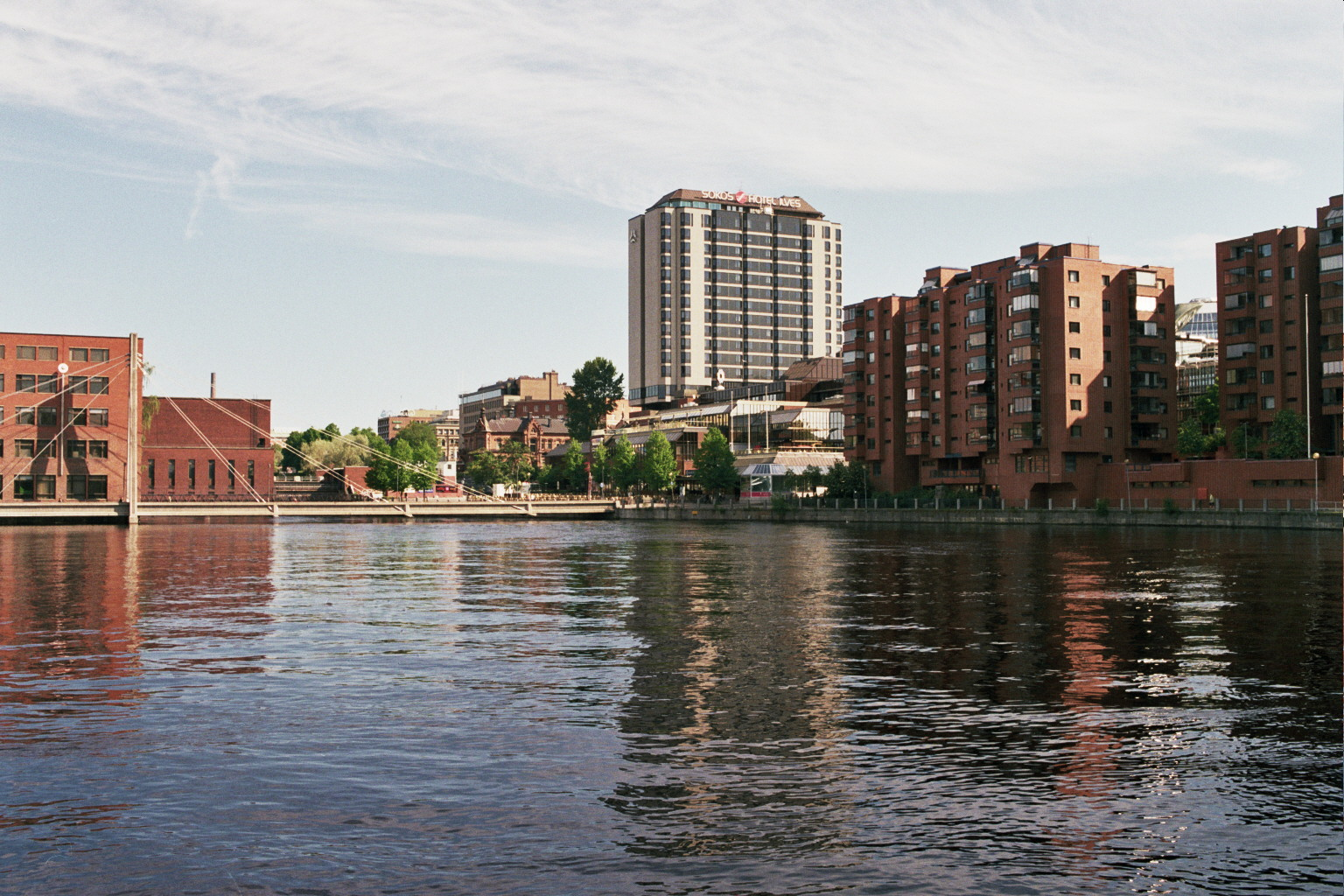
Au fond, l'hôtel Ilves.